# Islas Los Santos
Las Islas de los Santos (en francés: Îles des Saintes) o también llamadas simplemente Los Santos (Les Saintes) son un grupo de islas ubicadas en el mar Caribe que pertenecen al departamento de ultramar francés de Guadalupe. Están localizadas al suroeste de esta última, y pertenecen geográficamente a las Pequeñas Antillas, ocupando una superficie aproximada de 12,8 km² y con una población estimada para 2016 en 2.619 habitantes.

## Historia

### Etapa Precolombina
Las Saintes, debido a su ubicación en el corazón de las Antillas Menores, fueron frecuentadas en primer lugar por tribus indígenas procedentes del Caribe y de América Central. Caaroucaëra (nombre arahuaco de las Îles des Saintes), aunque deshabitadas por la falta de agua de manantial, eran visitadas regularmente por los pueblos arahuacos y luego por los kalinagos que vivían en las islas vecinas de Guadalupe y Dominica hacia el siglo IX. Iban allí a practicar la caza y la pesca. Los restos arqueológicos de hachas de guerra y cerámica desenterrados en el emplazamiento de la playa de Anse Rodrigue y conservados en el museo "Fort Napoléon" atestiguan las visitas de estas poblaciones.

### Descubrimiento y colonización
Fue durante su segunda expedición por América cuando Cristóbal Colón al servicio de España descubrió el pequeño archipiélago, el 4 de noviembre de 1493. Lo bautizó con el nombre de "Los Santos", en referencia a la fiesta de Todos los Santos que acababa de celebrarse. Hacia 1523, junto con sus vecinas, estas islas, desprovistas de metales preciosos, fueron abandonadas por los españoles, que se decantaron por las Antillas Mayores y el continente sudamericano.
El 18 de octubre de 1648, una expedición francesa dirigida por Sir du Mé, anexionó las Saintes, ya bajo influencia inglesa, a petición del gobernador de Guadalupe, Charles Houël. A partir de 1649, las islas se convirtieron en una colonia explotada por la Compañía Francesa de las Indias Occidentales, que intentó establecer la agricultura. Sin embargo, el terreno inhóspito y la aridez de la "Terre-de-Haut" frenaron esta actividad, aunque persistió durante un tiempo en la "Terre-de-Bas", más húmeda y fértil, bajo las órdenes de Sir Hazier du Buisson a partir de 1652.
En 1653, los kalinagos masacraron a las tropas francesas en Marie-Galante. Sir du Mé decidió responder a este ataque enviando una expedición de castigo contra las tribus de Dominica. Tras estos acontecimientos, los kalinagos invadieron Les Saintes para vengarse. Sir Comte de l'Etoile trató de rechazar a los caribes, que fueron expulsados definitivamente en 1658. En nombre del rey de Francia, les Saintes fueron adquiridas en el dominio real por Jean-Baptiste Colbert cuando se disolvió la Compañía Francesa de las Indias Occidentales en 1664.
El 4 de agosto de 1666, mientras los ingleses atacaban el archipiélago, su flota fue desbaratada por el paso de un huracán y algunos británicos que sitiaron este "Gibraltar de las Antillas" fueron rápidamente expulsados por las tropas de Sir du Lion y Sir Desmeuriers, ayudados por los caribes. Los ingleses se rindieron el 15 de agosto de 1666, día de la Asunción de María, y se entonó un Te Deum a petición de Sir du Lion, que fundó una conmemoración anual en honor a esta victoria, que se celebra con ardor en la isla de Terre-de-Haut hasta el día de hoy. Nuestra Señora de la Asunción se convirtió en la patrona de la parroquia.
Para proteger las colonias francesas de la zona, los ingleses fueron repelidos a Barbados por el gobernador de Santo Domingo, Jean-Baptiste Ducasse en 1691.

### Siglo XVIII
De 1759 a 1763, los británicos tomaron posesión de Les Saintes y de una parte de Guadalupe.
Les Saintes sólo fueron devueltas al Reino de Francia tras la firma del Tratado de París el 10 de febrero de 1763, por el que Francia cedía a los británicos la Île Royale, la Isla Saint-Jean, Acadia y Canadá, la región de los Grandes Lagos y la orilla izquierda del Misisipi.

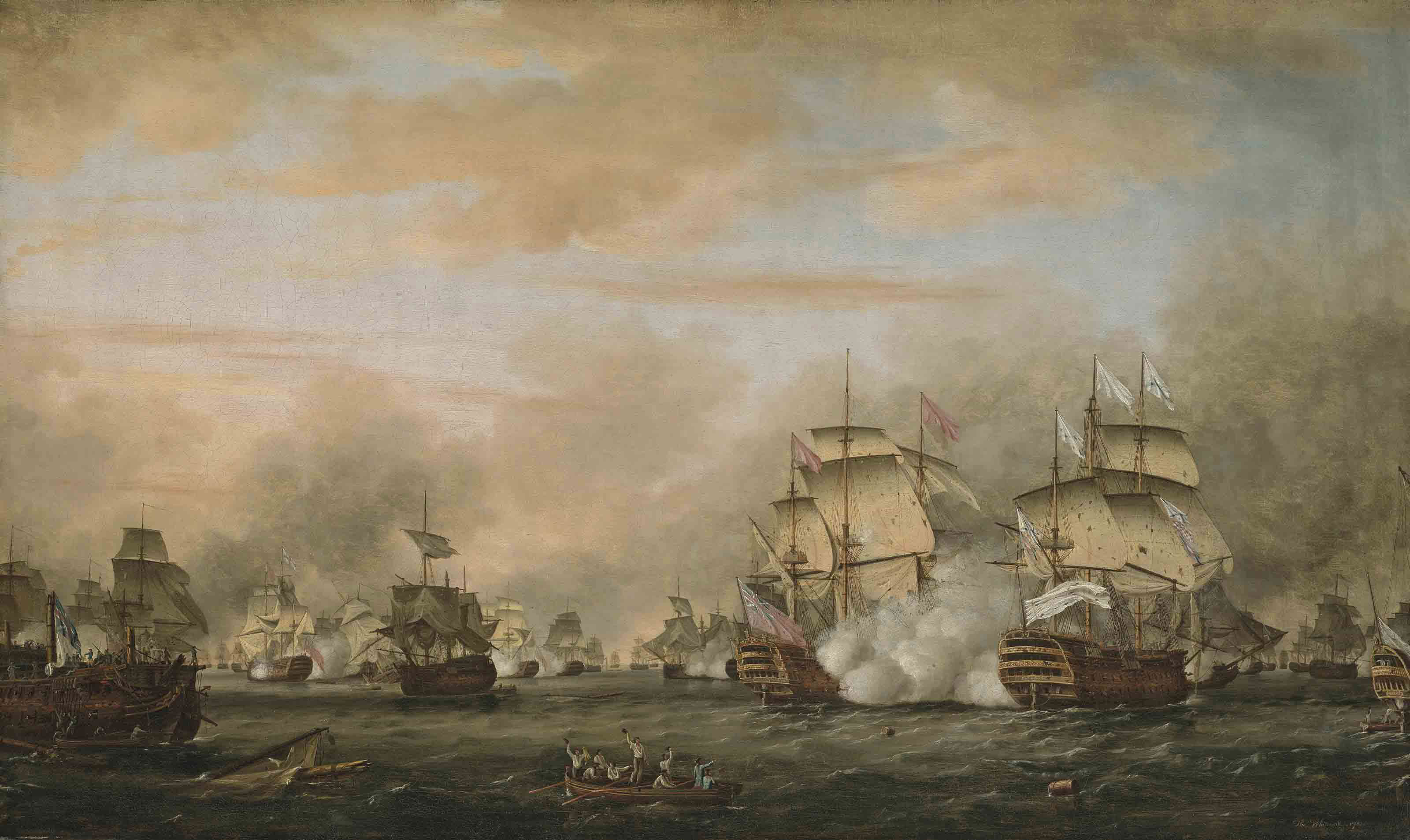
Batalla de los Santos (1782)

Para evitar nuevas ambiciones británicas, el rey Luis XVI ordenó la construcción de fortificaciones en Les Saintes. Así comenzó la construcción del "Fort Louis" en la colina de Mire, el "Fort de la Reine" en la isla de la Petite Martinique, las torres de vigilancia de "Modele tower" en la colina de Chameau (la cima del archipiélago, 309 m), las baterías de artillería de la colina de Morel y la colina de Mouillage, en 1777.
El 12 de abril de 1782, tras la campaña militar de enero en Basseterre, en la isla de San Cristóbal, la flota francesa del Comte de Grasse, que pretendía capturar la Jamaica británica, salió de Martinica y se dirigió al archipiélago de las Saintes, donde llegó por la noche. Atrapada en el paso de Dominica por los británicos y en inferioridad numérica, fue enfrentada y derrotada por los barcos de línea de George Brydges Rodney a bordo del Formidable y de Samuel Hood a bordo del Barfleur. 
Según la leyenda, después de haber disparado la última munición de sus carronadas, de Grasse disparó sus platas. En poco más de cinco horas, murieron y resultaron heridos 2.000 marineros y soldados franceses, y fueron capturados 5.000 hombres y 4 buques de línea, además de hundirse un buque de línea. La derrota provocó que las Îles des Saintes quedaran bajo dominio británico durante veinte años.
En 1794, la Convención Nacional de Francia, representada por Victor Hugues, trató de reconquistar las islas, pero sólo consiguió ocuparlas temporalmente, siendo reconquistadas por el poderoso buque británico Queen Charlotte.

### SigloXIX
En 1802, el Primer Imperio Francés bajo el mando de Napoleón lanzó una exitosa operación para reconquistar el archipiélago a los británicos. El 14 de abril de 1809, la flota británica del almirante Sir Alexander Forrester Inglis Cochrane reconquistó el archipiélago[2]. Tres jóvenes de les Saintes, el Sr. Jean Calo, el Sr. Cointre y el Sr. Solitaire, lograron guiar a tres barcos franceses (Hautpoult, Courageux y Félicité) comandados por la división de infantería del almirante Troude que fueron sorprendidos en el interior de la bahía y les ayudaron a escapar de vuelta a Francia a través del Paso del Norte llamado "La baleine". Estos hombres fueron condecorados con la Legión de Honor por sus acciones.
La isla de Guadalupe también fue conquistada el 26 de febrero de 1810 por los británicos. El gobernador francés Jean Augustin Ernouf se vio obligado a capitular.
Mediante un tratado bilateral firmado en Estocolmo el 3 de marzo de 1813, Suecia prometió a los británicos que harían un frente común contra la Francia de Napoleón. A cambio, los británicos tendrían que apoyar las ambiciones de Estocolmo sobre Noruega. De forma pragmática, Karl XIV Johan comprendió efectivamente que era el momento de que Suecia abandonara Finlandia (perdida en 1809) y extendiera el reino hacia el oeste. Además, Gran Bretaña ofreció la colonia de Guadalupe a Karl XIV Johan personalmente para sellar esta nueva alianza.
En virtud del Tratado de París firmado el 30 de mayo de 1814, el Reino Unido aceptó devolver Guadalupe a Francia. El rey Karl XIV Johan de Suecia retrocedió Guadalupe a Francia y obtuvo a cambio el reconocimiento de la Unión de Suecia y Noruega y el pago a la casa real sueca de 24 millones de francos de oro en compensación (Fondo de Guadalupe). Sin embargo, los franceses no volvieron a les Saintes hasta el 5 de diciembre, cuando el general Leith, comandante en jefe de las fuerzas en las Indias Occidentales y gobernador de las islas de Sotavento, lo aceptó.
El nuevo gobernador de Guadalupe y sus dependencias, el comodoro Sir Comte de Linois y su vicegobernador Sir Eugène-Édouard Boyer, barón de Peyreleau, enviados por Luis XVIII para recuperar la colonia, se vieron rápidamente perturbados por el regreso de Napoleón I en abril de 1815 (Cien Días). Se desata un conflicto entre bonapartistas y monárquicos.
El 19 de junio de 1815, Sir Comte de Linois (monárquico) forzado por Sir Boyer de Peyreleau (bonapartista), se une a los bonapartistas y despide a una fragata británica enviada por el gobernador de las Islas de Barlovento en Martinica, Sir Pierre René Marie, Comte de Vaugiraud para hacer volver el orden monárquico de Luis XVIII.
Sir Comte de Vaugiraud los relevó de sus funciones y los británicos tomaron la ofensiva.
Les Saintes fueron capturadas de nuevo por la corona de Gran Bretaña el 6 de julio de 1815, Marie-Galante el 18 de julio y Guadalupe el 10 de agosto.
A pesar de la derrota de los bonapartistas y de la restauración de Luis XVIII, a petición del plantador de esclavos de Guadalupe (favorable a los británicos por su mentalidad abolicionista) y por orden del general Leith los británicos se quedaron para purgar la colonia del bonapartismo. Los bonapartistas fueron juzgados y deportados.
Las tropas británicas dejaron la colonia a los franceses el 22 de julio de 1816. Sir Antoine Philippe, Conde de Lardenoy fue nombrado por el Rey, Gobernador y Administrador de Guadalupe y sus dependencias el 25 de julio de 1816.
Fue en 1822 cuando nació la leyenda del Chevalier de Fréminville. Christophe-Paulin de la Poix, nombrado Chevalier de Fréminville, marinero y naturalista en una campaña militar a les Saintes a bordo del navío La Néréïde compartió una dramática historia de amor con una Saintoise llamada Caroline (conocida como "Princesa Carolina" en referencia a su legendaria belleza). Ella se suicidó desde la batería de artillería de la colina de Morel que hoy lleva su nombre, creyendo que su amado había muerto en Saint-Christopher, al no verle regresar de la campaña. Esto condenó al caballero a la locura; tomado por la pena, tomó las ropas de Caroline y regresó a Brest, donde permaneció hasta el final de sus días. Los grabados y las narraciones se conservan en el museo del Fuerte Napoleón.

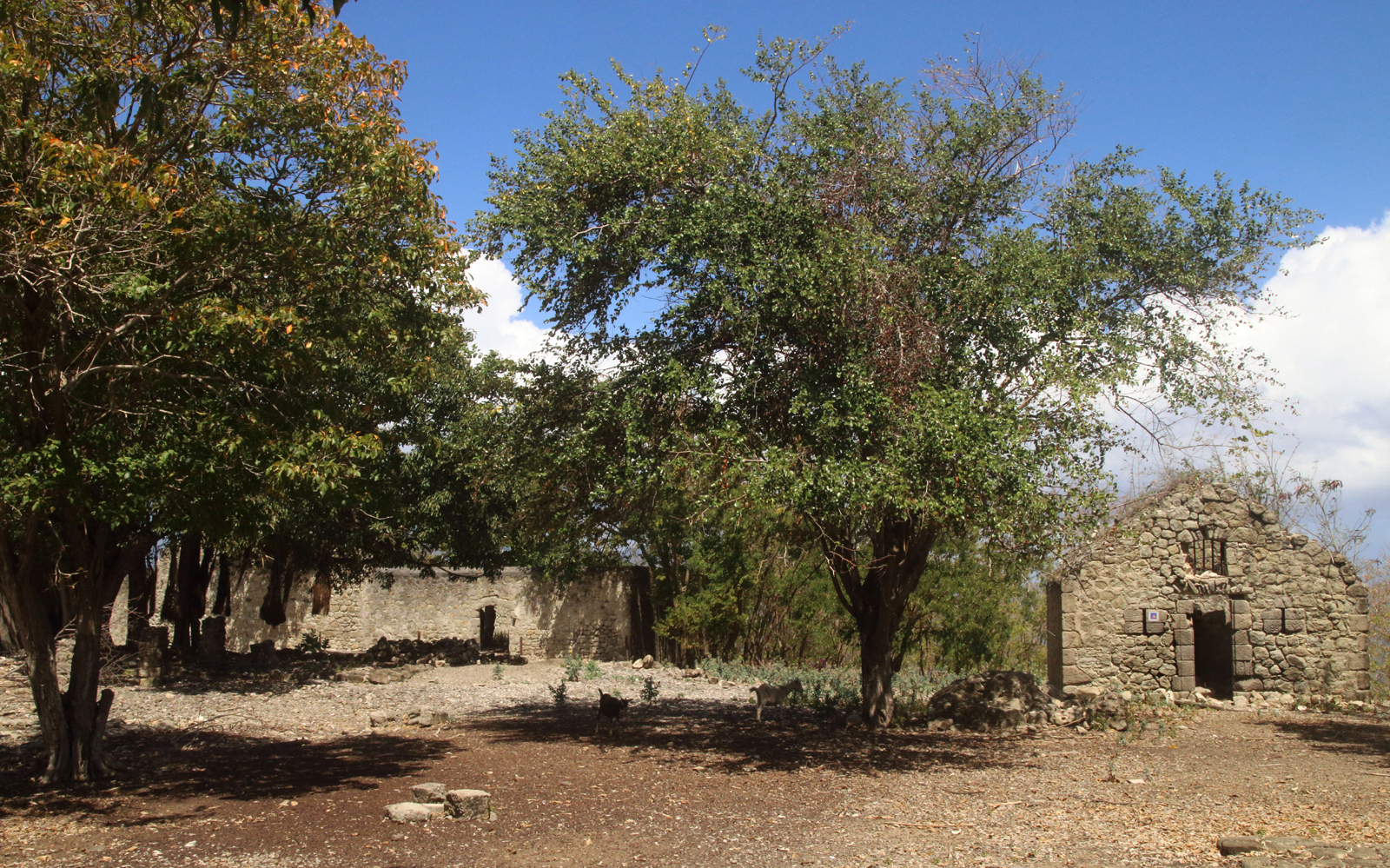
Ruinas del Fuerte Joséphine

En 1844, durante el reinado de Luis Felipe I, se inició la construcción de un fuerte sobre las ruinas del antiguo Fuerte Luis. La fortificación se construyó según la técnica de Vauban para proteger el archipiélago contra una posible reconquista.
En 1851 se construyó una penitenciaría en la isla de la Petite Martinique, que pasó a llamarse îlet à Cabrit; en 1856 la sustituyó una prisión reservada para mujeres. Fue destruida en 1865 por un huracán. El fuerte, iniciado durante el reinado de Luis Felipe, se terminó en 1867 en el reinado de Napoleón III, que lo bautizó como Fort Napoléon en honor a su tío, Napoleón I. El Fort de la Reine pasó a llamarse Fort Joséphine al mismo tiempo. En 1871 se abrió un lazareto en lugar de la penitenciaría.
El 9 de agosto de 1882, bajo el mandato de Jules Grévy, a petición de los concejales y tras las exigencias de la iglesia que pedía la creación de la parroquia de Saint-Nicholas, se creó el municipio de Terre-de-Bas, separándose de Terre-de-Haut que también se convirtió en municipio. Este acontecimiento marcó el fin del municipio de les Saintes. La fiesta patronal de Terre-de-Bas se estableció entonces el 6 de diciembre, día de San Nicolás.
En 1903, las guarniciones militares y disciplinarias fueron abandonadas definitivamente. Fue el fin del "Gibraltar de las Antillas", pero en honor a su pasado militar, los buques de la marina hicieron una escala tradicional. En 1906, el crucero Duguay-Trouin hizo escala en les Saintes. En septiembre de 1928, les Saintes, al igual que sus islas vecinas de Guadalupe, fueron violentamente golpeadas por un fuerte ciclón que destruyó una parte importante de los archivos municipales. A partir de 1934 se construyeron las primeras posadas, que marcaron el inicio de las visitas del exterior a la isla.

### Disidencia y departamentalización
En junio de 1940, respondiendo al llamamiento del general De Gaulle, las Antillas francesas iniciaron un movimiento de resistencia contra el régimen de Vichy y la colaboración nazi. Lo llamaron Disidencia. El gobernador nombrado por el mariscal Philippe Pétain, Constant Sorin, se encargó de administrar Guadalupe y sus dependencias. Les Saintes se convirtió en la meca de la disidencia.
Las Antillas francesas se vieron afectadas por el poder arbitrario y la ideología autoritaria de Pétain y Pierre Laval. El ministerio de las colonias de Vichy, a través de sus representantes coloniales, el Sr. Constant Sorin y el almirante Georges Robert, Alto Comisario de Francia, aplicó toda su legislación, incluidas las leyes antisemitas. Se estableció un fuerte estado policial y se reprimió activamente cualquier resistencia. Al ver la adhesión de las Antillas francesas al régimen de Vichy, las islas fueron embargadas por las fuerzas británico-estadounidenses. Apartado de toda relación (en particular de la importación de combustibles y productos alimenticios) con Francia, Constant Sorin instaura una política de racionamiento y de autosuficiencia, diversificando y aumentando la producción local. Fue un periodo de ingenio.
El 27 de octubre de 1940 se disuelve el Consejo General y los alcaldes de Guadalupe y sus dependencias son relevados de sus funciones y sustituidos por ciudadanos destacados nombrados por el gobierno de Vichy. El alcalde de Terre-de-Haut, Théodore Samson, fue sustituido por un beké de Martinica, el Sr. de Meynard. Las reuniones populares fueron prohibidas y la libertad de expresión fue prohibida por el régimen. 
De 1940 a 1943 se organizó una resistencia pasiva contra Vichy y sus representantes locales. Más de 4.000 antillanos franceses abandonaron sus islas, arriesgando su vida, para unirse a las colonias británicas cercanas. A continuación, reunieron a las Fuerzas Francesas Libres, primero realizando un entrenamiento militar en Estados Unidos, Canadá o Gran Bretaña. Al mismo tiempo, el Fuerte Napoleón se convirtió en una cárcel política donde se encerró a los disidentes. Los saintois embarcaron en su tradicional Saintoise hacia la costa guadalupeña para recoger a los voluntarios de la disidencia. A continuación, navegaron por el paso de Dominica, evitando los cruceros y las patrulleras del almirante Robert.
En marzo de 1943, los guyaneses franceses se rebelaron contra el régimen y se aliaron. Los antillanos franceses siguieron el movimiento y en abril, mayo y junio de 1943, un movimiento civil de resistencia tomó las armas y se rebeló contra la administración de Vichy. En Martinica, los marinos de Fort-de-France también se rebelaron contra el almirante Robert.
Con la escasez provocada por el embargo que hacía la vida cada vez más difícil, el almirante Robert envió a los americanos su voluntad de capitulación, buscando el fin del bloqueo, el 30 de junio de 1943.
El 3 de julio de 1943, el almirante estadounidense John Howard Hoover llegó a Martinica y el 8 de julio de 1943, el gobierno estadounidense exigió una rendición incondicional a la autoridad del Comité Francés de Liberación Nacional y ofreció asilo al almirante Robert.
El 15 de julio de 1943, el gobernador Constant Sorin y el almirante Robert fueron relevados de sus funciones por Henri Hoppenot, embajador de las Fuerzas Francesas Libres, y las Antillas Francesas se unieron también a los aliados. El almirante Robert abandonó la isla ese mismo día con destino a Estados Unidos.
Muchos de los disidentes fueron enviados a los frentes del norte de África y participaron en la Operación Dragoon al lado de los aliados.
El 19 de marzo de 1946, el presidente del Gobierno Provisional de la República Francesa promulga la ley de departamentalización, que crea las colonias de Guadalupe, Martinica, La Reunión y Guayana Francesa, como Departamentos de Ultramar. A partir de entonces, les Saintes, Marie-Galante, La Désirade, Saint-Barthélemy y la parte francesa de Saint-Martin se unieron, como municipios, con la isla de Guadalupe en el nuevo departamento de Guadalupe. El estatus colonial hasta entonces fue sustituido por una política de asimilación al resto del territorio metropolitano.
En 1957, durante las elecciones municipales del país, la misteriosa muerte del alcalde de Terre-de-Haut, Théodore Samson, mientras se encontraba en la oficina de la Gendarmería Nacional, provocó un levantamiento de la población contra la institución, que fue atacada con caracolas y piedras. La revuelta duró dos días antes de ser sofocada por los refuerzos militares y policiales de Guadalupe que disiparon la multitud, buscaron y detuvieron a los insurrectos (principalmente de la familia "Pineau", apoyo político de Théodore Samson). Una fragata de la marina permaneció unas semanas en el puerto de les Saintes para restablecer la paz.

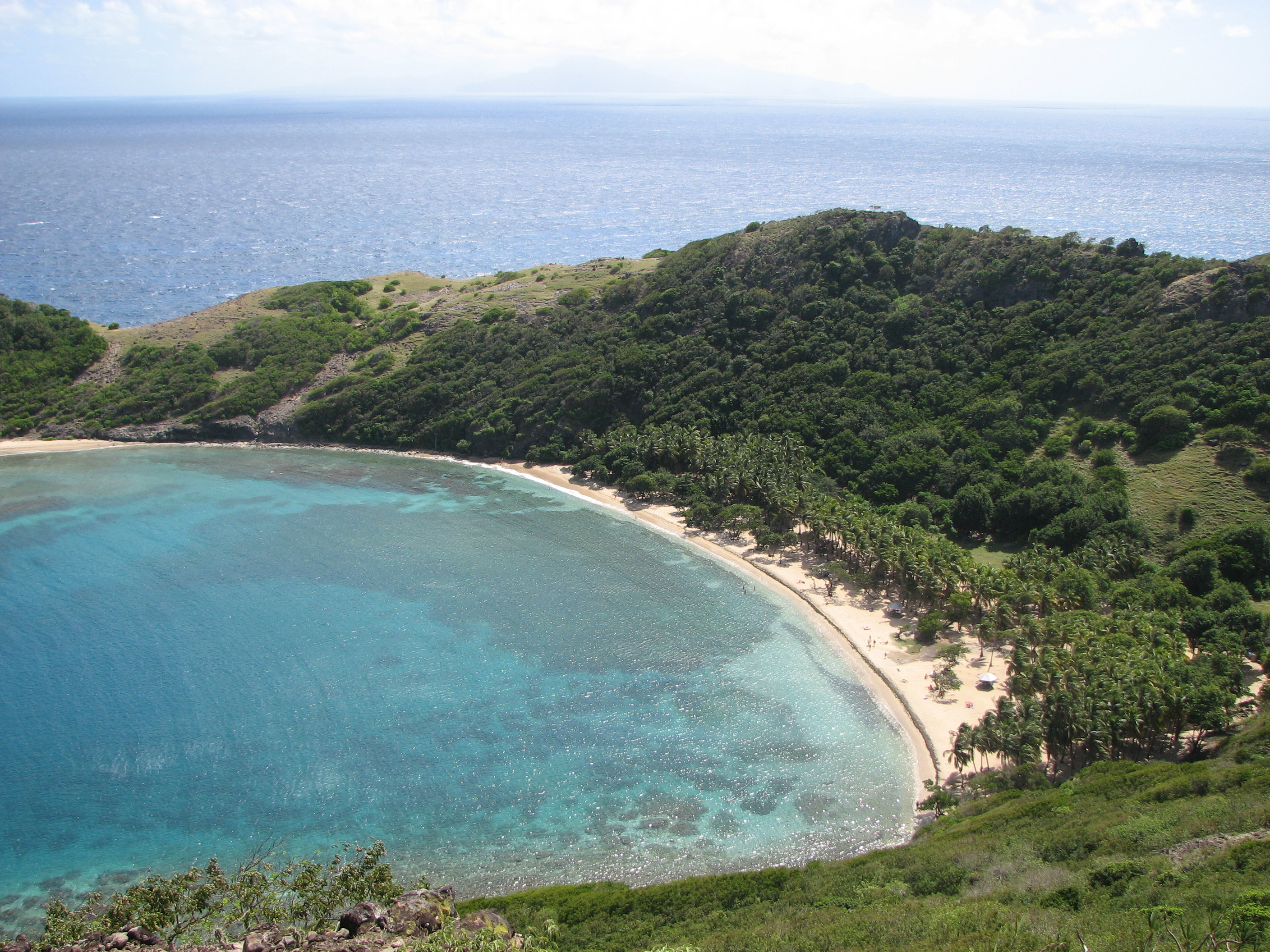
Playa de Pompierre, Islas Los Santos

### Desarrollo del turismo
En 1963, el archipiélago acogió al SS France durante su primer viaje transatlántico, que amarró en la bahía como los cruceros italianos, suecos, noruegos y estadounidenses que siguen frecuentando hoy el pequeño archipiélago. Comenzó la era de los yates de lujo.
En 1969, el primer hotel de la isla, "Le Bois Joli", abrió sus puertas en la playa de Anse à Cointre.
En 1972, les Saintes se dotó de una planta desalinizadora para abastecer a la población. Sin embargo, los costes de distribución eran demasiado elevados, por lo que la actividad se abandonó en 1993 y se sustituyó por un suministro submarino canalizado desde Capesterre-Belle-Eau. Lo mismo ocurre con la electricidad, aunque sigue activa una central de emergencia de fuel-oil en la isla de Terre-de-Bas.
En 1974, el Fuerte Napoleón fue restaurado por el Club de la Antigua Casa Solariega y la Asociación de Protección del Patrimonio de Saintoise (A.S.P.P), y albergó un museo de la historia y el patrimonio de les Saintes. Se convirtió en el monumento más visitado del archipiélago. En 1984, el Jardin Exotique de Mónaco y el Jardin botanique du Montet patrocinaron la creación de un jardín exótico en el camino cubierto del Fuerte Napoleón.
En 1990, con motivo de "La route des fleurs" ("La ruta de las flores", concurso nacional entre los municipios de Francia que premia al municipio más florido), Terre-de-Haut se unió a la ciudad de Baccarat, famosa por su cristalería.
Al mismo tiempo, la isla de Terre-de-Haut fue recompensada con un "Oscar del medio ambiente" (un premio francés a los municipios que protegen su patrimonio y su entorno) por la conservación de su patrimonio y su entorno natural.
El 14 de mayo de 1991, los lugares de la bahía de Pompierre y Pain de Sucre fueron clasificados como espacios protegidos según la ley del 2 de mayo de 1930.
En 1994 se creó la oficina de turismo de les Saintes. La isla acoge a unos 300.000 visitantes al año y se convirtió en un destino apreciado por los cruceros y los navegantes.
El 20 de mayo de 1994, durante su viaje por las Antillas, el primer ministro de Francia, Édouard Balladur, realizó una visita oficial a Terre-de-Haut.
En mayo de 2001, les Saintes entró en el Club de las Bahías más Bellas del Mundo.

### Terremoto de 2004
El 21 de noviembre de 2004, las islas de Les Saintes fueron sacudidas por un terremoto de magnitud 6,3. Fue un terremoto intraplaca situado en un sistema de fallas normales que va desde les Saintes hasta el norte de Dominica. Estas fallas tienen una orientación global de 135° (de noroeste a sureste), con buzamiento hacia el noreste (falla de Roseau, falla de Ilet, falla de Colibrí, falla de Marigot) o hacia el suroeste (falla de Souffleur, falla de Rodrigues, falla de Redonda). 
Estas fallas delimitaron zonas de grietas correspondientes a una extensión situada en el volcán Roseau (un volcán submarino inactivo). El epicentro se situó en alta mar, entre la isla de Dominica y el archipiélago de las Saintes, aproximadamente a 15°47′N 61°28′O, en la falla de Souffleur. La profundidad del foco se sitúa en la corteza terrestre y es superficial, a unos 10.000 metros. Las concusiones de la sacudida principal y las numerosas réplicas fueron potentes, alcanzando una intensidad de VIII (daños estructurales importantes) en la escala MSK.
Los daños en las propiedades más vulnerables de les Saintes, en Trois-Rivières (Guadalupe) y en el norte de Dominica fueron considerables. En Trois-Rivières, el derrumbe de un muro mató a una niña que dormía y dejó gravemente herida a su hermana. En Les Saintes, aunque no hubo muertos ni heridos graves, muchos quedaron traumatizados por las fuertes y numerosas réplicas.

### Evolución política e institucional

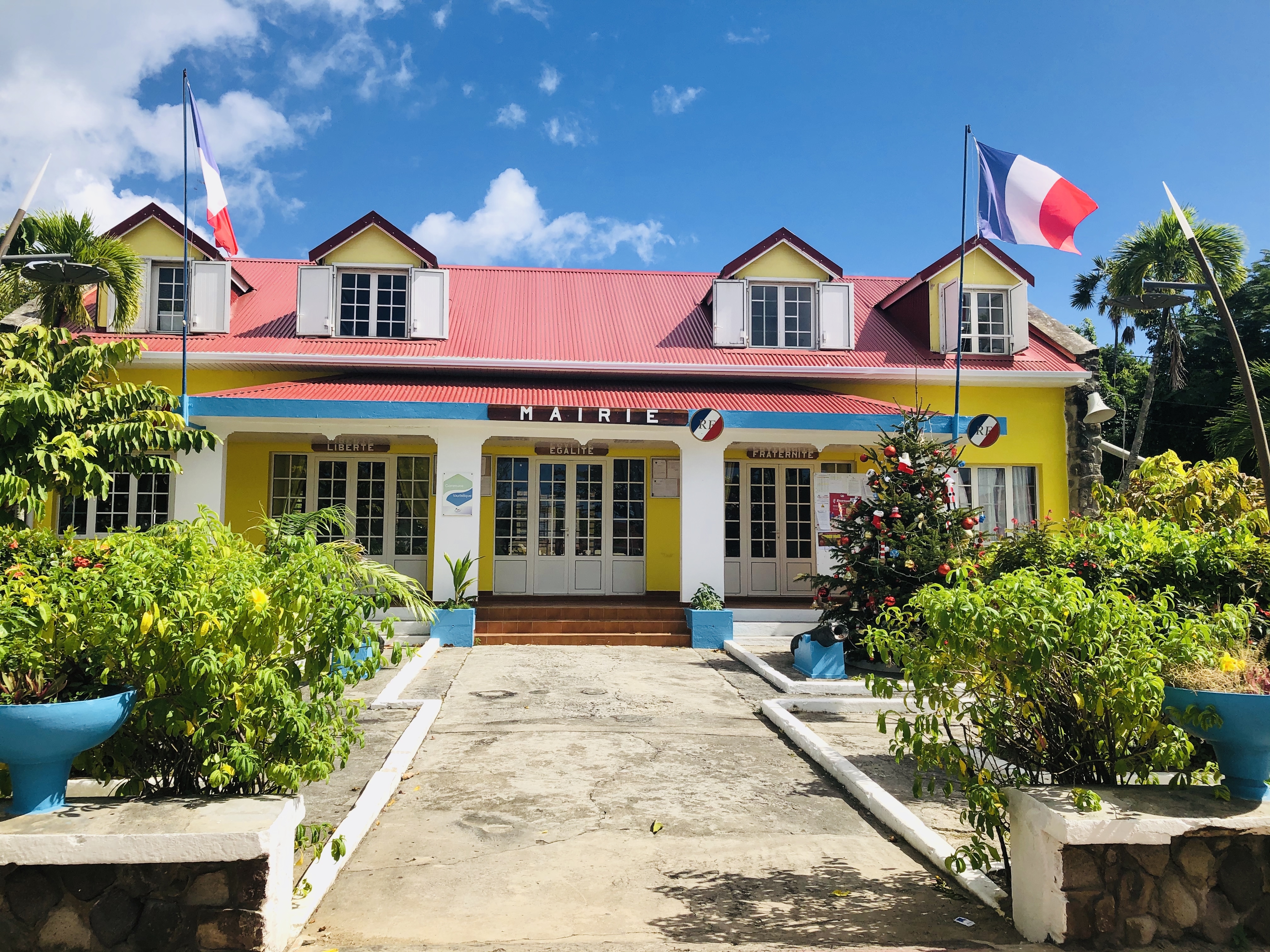
Sede de la Alcaldía o Ayuntamiento de Terre-de-Haut en Les Saintes

El 7 de diciembre de 2003, las islas de les Saintes, integradas en el departamento de Guadalupe, participaron en un referéndum sobre la evolución institucional de ese departamento francés de ultramar y lo rechazaron por mayoría de "No".
Durante las huelgas generales del Caribe francés de 2009, les Saintes no se implicaron en el movimiento y sólo se vieron moderadamente afectadas: el abastecimiento de los comercios se vio muy perturbado como en otros lugares de Guadalupe, pero estas huelgas afectaban sobre todo a las pequeñas y medianas empresas (PYMES) (débilmente presentes en estas islas). Las empresas de transporte marítimo se esforzaron por encontrar algo de gasoil para asegurar la mayoría de las conexiones, y el turismo guadalupeño se trasladó parcialmente a les Saintes.
Nicolas Sarkozy declaró, al final del conflicto, la apertura de los États-Généraux de l'Outre-mer ("Estados Generales de Ultramar"). Se crearon varios grupos de estudio, uno de los cuales se ocupó de la gobernanza local, llevado a concebir un proyecto de modificación institucional o un nuevo estatuto de Guadalupe con o sin emancipación de sus últimas dependencias. 
Paralelamente se abrieron las conferencias de las "islas del sur" (nombre de las últimas dependencias de Guadalupe) (Marie Galante, les Saintes y la Désirade). Los problemas comunes a estas islas se expusieron en seis grupos de estudio: la igualdad de oportunidades, la continuidad territorial, la gobernanza local, el desarrollo económico local, la inserción por la actividad y el turismo.
El 12 de mayo de 2009, el ministro francés de ultramar, Yves Jégo, al término de estas conferencias, realizó una visita oficial a les Saintes para el seminario de las islas del sur de Guadalupe. Tuvo en cuenta la misma realidad y las esperanzas políticas de estas islas, para mejorar la continuidad territorial, reducir los efectos de la doble insularidad, la abolición de la dependencia a Guadalupe, la representación nacional, el desarrollo del atractivo de la reserva de mano de obra en la zona, la lucha contra la despoblación, el sistema fiscal y la vida cara. 
Por el momento anunció la firma de un contrato bautizado COLIBRI ("colibrí"; Contrato para el Empleo y las Iniciativas Locales en la Charca Regional de las Islas del Sur de Guadalupe), una convención de la Agrupación de Interés Público para el Arreglo y el Desarrollo (GIPAD) y una proposición de evolución estatutaria en definitiva, como lo pidió el grupo de estudio de gobernanza, el colectivo de las islas del sur de Guadalupe y los representantes elegidos, sobre la base del artículo 74 de la constitución francesa.
Les Saintes, al igual que Marie Galante, aspira a la creación de una colectividad de ultramar para cada entidad de las islas del Sur, o a la combinación de las tres dependencias, en el mismo plan que las antiguas islas del Norte de Guadalupe (Saint-Barthélemy y Saint-Martin). Marie-Luce Penchard, originaria de Guadalupe, incorporada a la cartera gubernamental de Ultramar el 23 de junio de 2009 y nombrada Ministra de Ultramar el 6 de noviembre de 2009, parece oponerse frontalmente al proyecto inicial de su predecesor y retrasa su aplicación.

## Geografía
Les Saintes es un archipiélago volcánico totalmente rodeado de arrecifes poco profundos. Surgió del cinturón volcánico reciente de las Antillas Menores de la época del Plioceno. Se compone de rocas aparecidas en la era terciaria entre (hace 4,7 a 2 millones de años). Por su origen, fue una isla única que los terremotos tectónicos y volcánicos separaron para crear un archipiélago debido a la zona de subducción entre la placa sudamericana, la placa norteamericana y la placa del Caribe. La superficie total es de 12,8 km². El archipiélago tiene unos 22 km de costa y su colina más alta, Chameau ("Camello"), alcanza unos 309 metros.

### Islas

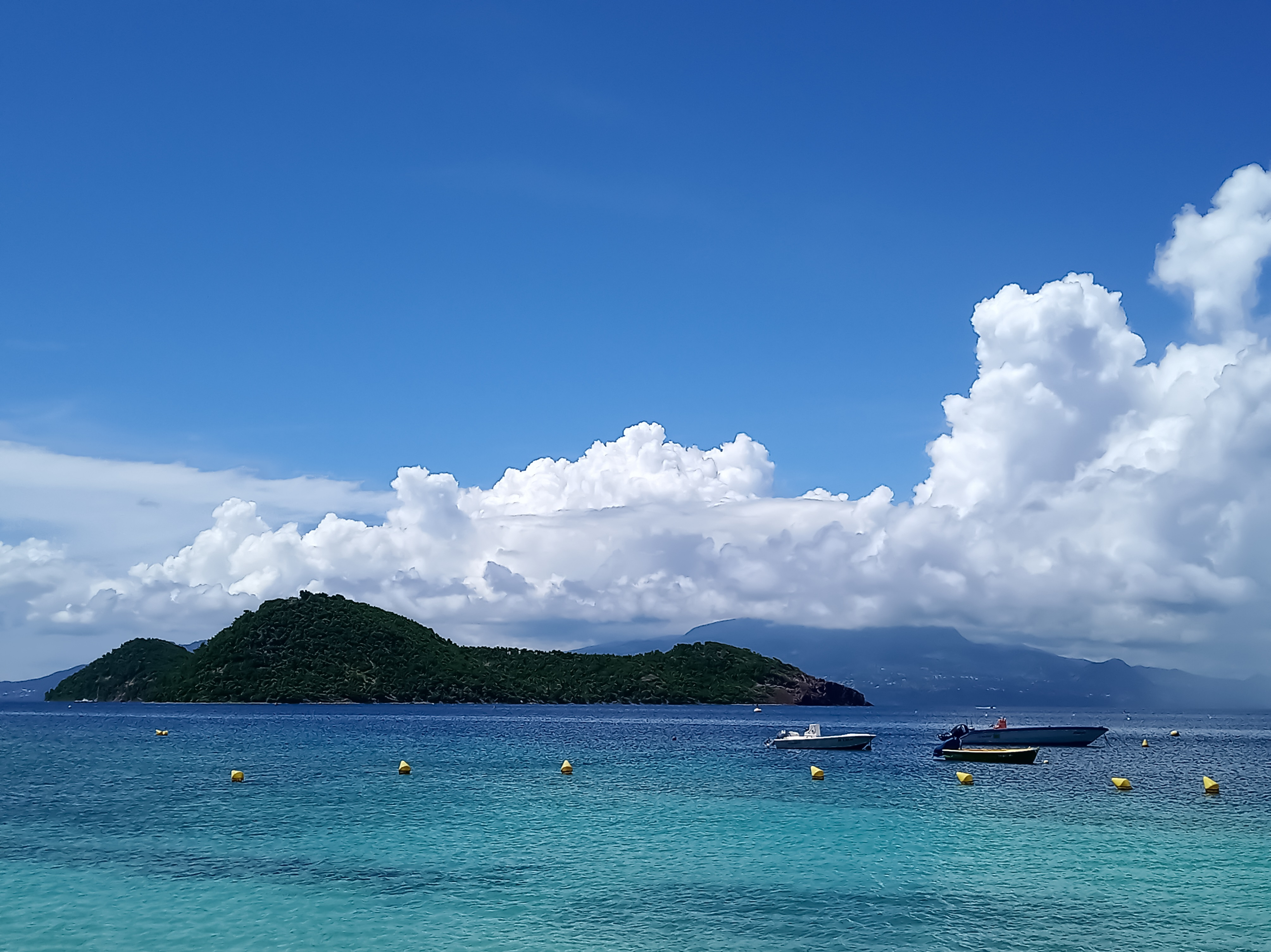
Îlet à Cabrit

Está compuesta por dos islas habitadas muy montañosas, la isla Terre-de-Haut y la isla Terre-de-Bas. Grand-Îlet es una zona protegida deshabitada. Hay otros seis islotes deshabitados.

### Les Roches Percées
Una isla deshabitada caracterizada por altas rocas abruptas que la erosión excavó impresionantes fracturas por las que se precipita el mar. Estas fracturas están en el origen del nombre de la isla. Es un sitio natural clasificado por la legislación francesa. La entrada y el anclaje de embarcaciones a motor, así como de veleros, están estrictamente prohibidos.

### Îlet à Cabrit
A 1 km (0,62 mi) al noroeste de la isla de Terre-de-Haut, cerrando parcialmente la bahía de les Saintes. Mide aproximadamente 1,2 km de este a oeste y 750 m de norte a sur. Su monte más alto, Morne Joséphine, alcanza los 90 m. Crea dos pasos en la bahía de las Saintes, el paso de la Baleine al este y el de Pain de Sucre al sur, que constituyen sendas vías de acceso a los puertos de Mouillage y Fond-du-Curé.
La península de Pain de Sucre, con una altura de (53 metros), está unida a Terre-de-Haut por un istmo. Está constituida por una alineación de basalto columnar. En ella se encuentran las ruinas del lazareto y del fuerte Joséphine.

### La Redonde
Roca deshabitada a 150 m al sur de la isla de Terre-de-Haut. Es el extremo norte del paso de Grand-Îlet. Es muy difícil atracar en ella, el oleaje es constantemente malo.

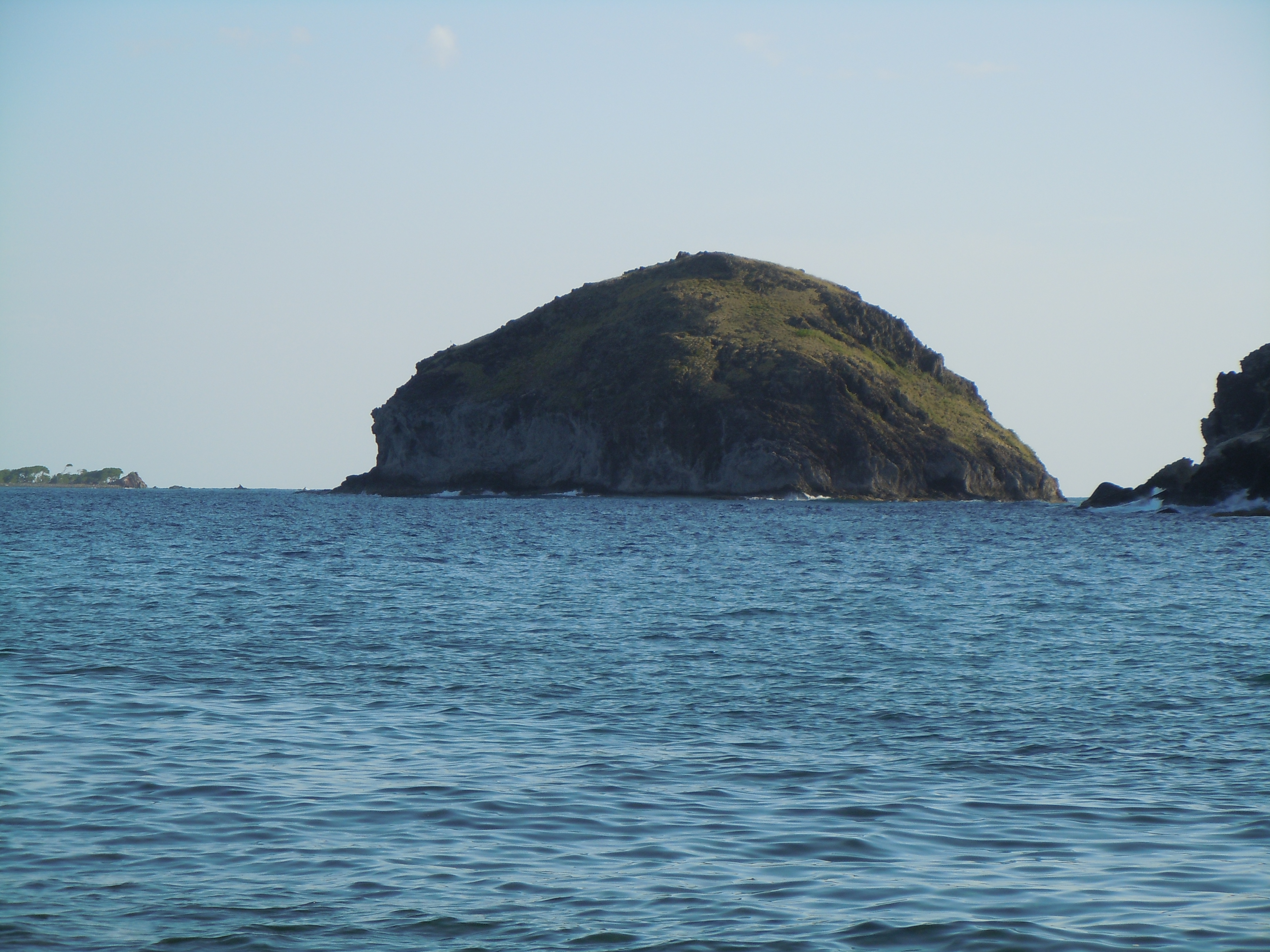
La Redonde

### La Coche
A 750 m (0,47 mi) al oeste de Grand-Îlet del que está separado por el Passe des Dames, y al este de les Augustins por el Passe des Souffleurs. Tiene unos 150 m de ancho y 800 m de largo. Se extiende a lo largo desde el cabo sureste hasta el cabo noroeste y se caracteriza por una costa de acantilados abruptos hacia el paso de Dominica y una apertura de ladera arenosa en la isla de Terre-de-Haut.

### Les Augustins
Un pequeño grupo de rocas cerca de la Coche del que están separadas por el Passe des Souffleurs. Están separadas de la isla de Terre-de-Bas por el Paso del Suroeste, una importante vía de navegación. El Rocher de la Vierge, lleva el nombre de la Inmaculada Concepción.

### Le Pâté
Una isla en forma de meseta elevada a 900 m del cabo norte de la isla de Terre-de-Bas, llamada Pointe à Vache. Abre el paso de Pain de Sucre, principal vía de navegación para acceder a la bahía de les Saintes por el Norte. Cerca de las islas, hay un lugar de inmersión excepcional llamado sec Pâté. Se trata de una montaña submarina, cuya base pertenece a menos de 300 m de profundidad y la cima a menos de 15 m bajo el nivel del mar. Las condiciones marítimas hacen que esta inmersión sea difícil y se requiera el nivel 2. El lugar abunda en una gran cantidad de peces diversificados, tortugas marinas, abanicos de mar, corales, gorgonias, langostas y mariscos que se apropian del dominio marino, alrededor de tres picos de roca que forman la cima de la montaña. La pesca de peces y conchas está regulada o prohibida para ciertas especies.

### Ubicación

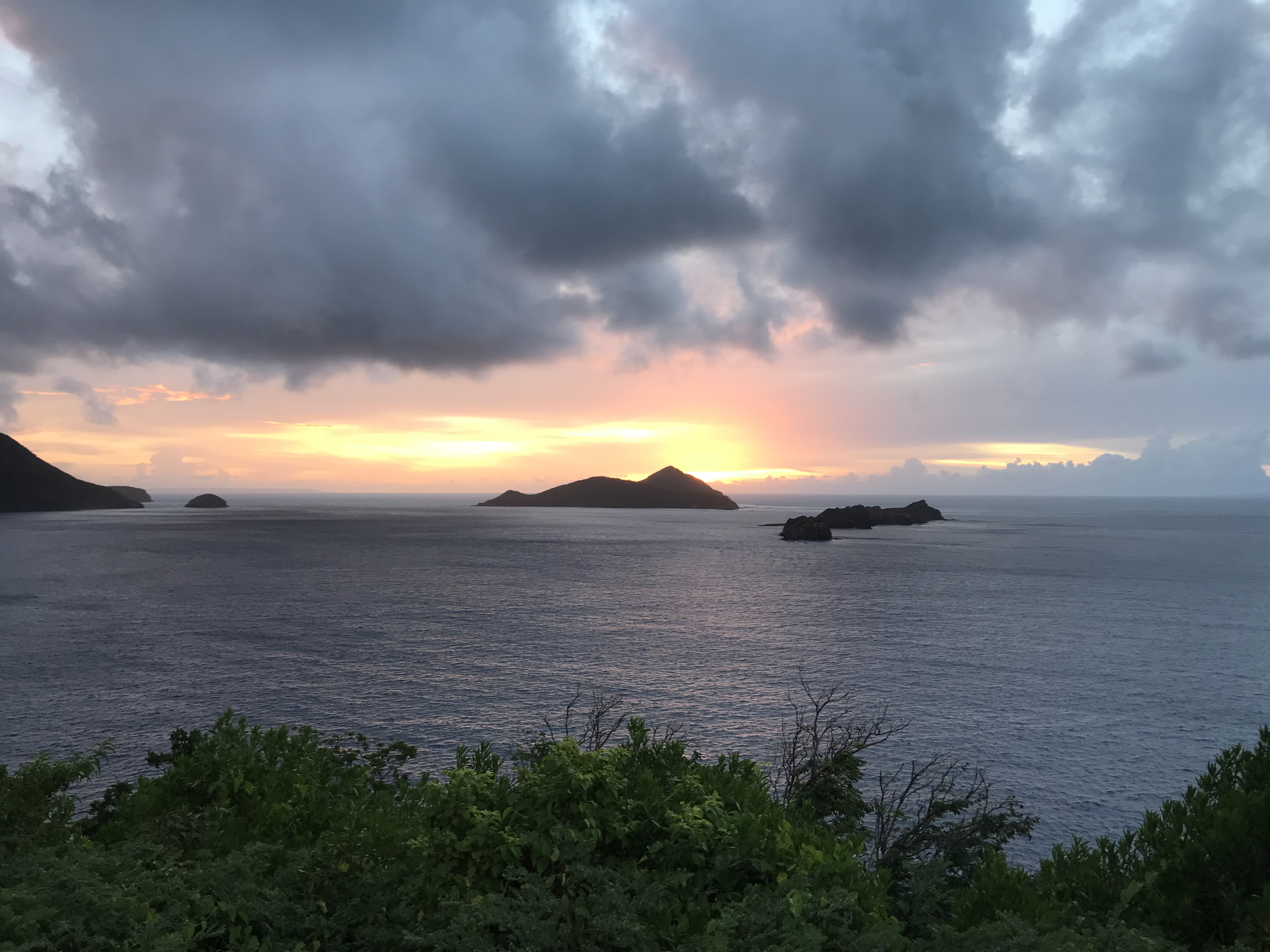
Amanecer en Terre-de-Bas, Les Saintes

Les Saintes es un territorio del hemisferio norte situado en América del Norte, en las islas del Caribe, entre el Trópico de Cáncer y el Ecuador. Está situado a 15°51′ N, la misma latitud que Tailandia u Honduras, y a 61°36′ O, la misma longitud que Labrador.
Esta situación sitúa al archipiélago a 6.800 km de la Francia metropolitana, a 2.200 km del sureste de Florida, a 600 km de la costa de Sudamérica (Venezuela) y exactamente en el corazón del arco de las Antillas Menores.
Les Saintes se encuentra inmediatamente al sur de la isla de Guadalupe y al oeste de Marie-Galante. Está separada de Guadalupe por el paso de Les Saintes y del norte de Dominica por el paso de Dominica.
- África, a 4.650 km
- América Central, a 2.250 km (1.400 mi)
- Francia continental, a 6.800 km (4.200 mi)
- Venezuela continental, a 818 km (510 mi)
- Nueva York, a 2.990 km (1.900 mi)
- Río de Janeiro, a 4.600 km (2.900 mi)
- Barbados, a 330 km (210 mi)
- Puerto Rico, a 560 km (350 mi)
- Guadalupe, a 14 km (8,7 mi)
- Dominica, a 20 km (12 mi)

### Clima

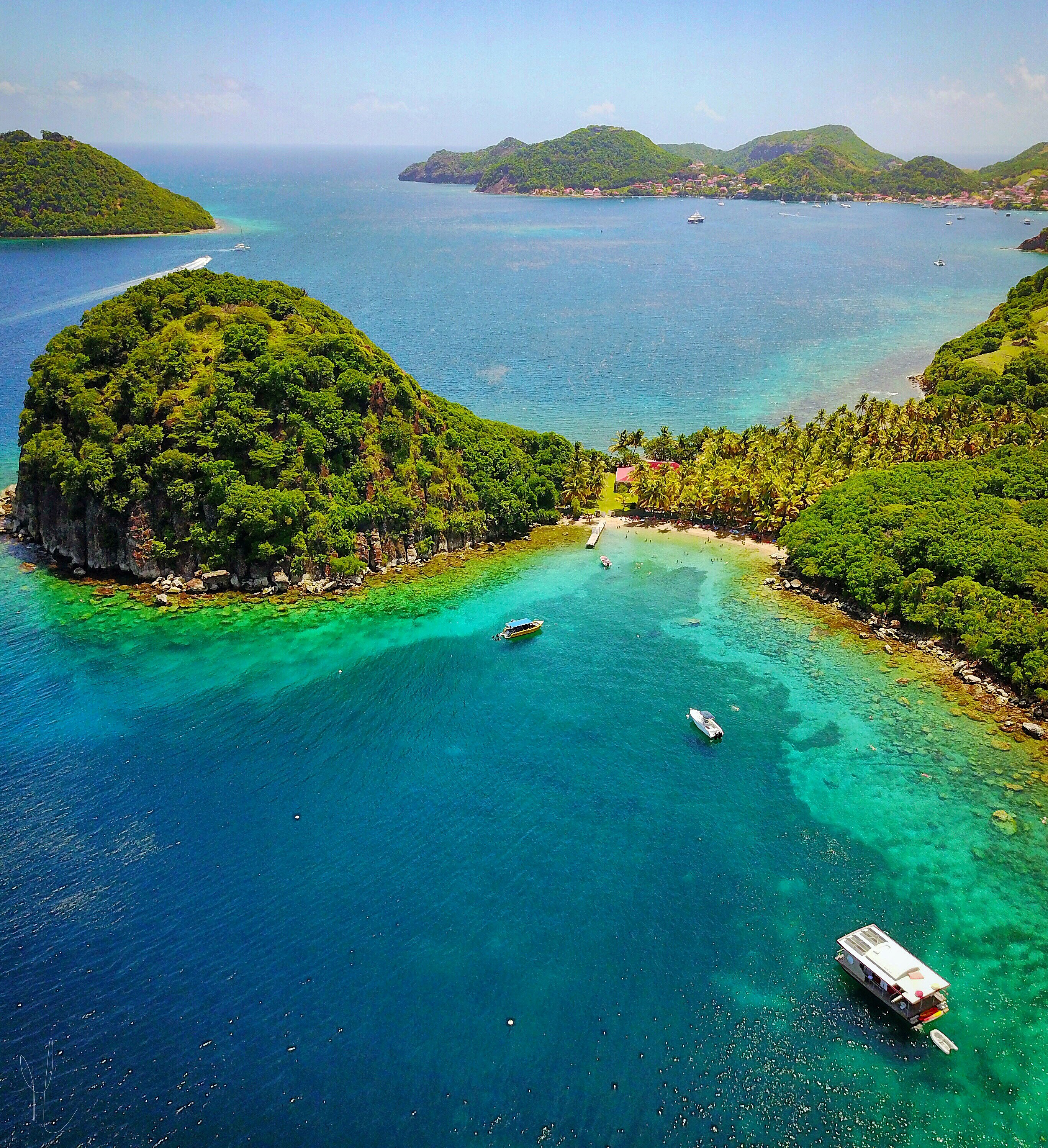
Pain de sucre, Los Santos

El clima de estas islas es tropical, templado por los vientos alisios y con una humedad moderada-alta. A pesar de estar situada entre Guadalupe y Dominica, el clima de Les Saintes es diferente y más seco que el de sus vecinas. Tiende a acercarse al clima de San Bartolomé y de la mayoría de las pequeñas islas de las Antillas Menores.
El archipiélago tiene una superficie de 12,8 km². Terre-de-Bas, la isla occidental, es más húmeda que Terre-de-Haut, la oriental. Aunque cuenta con 330 días de sol, las precipitaciones pueden alcanzar los 900 milímetros, pero son muy variables. El verano va de mayo a noviembre, que es también la estación de las lluvias. El invierno, de diciembre a abril, es la estación seca. 
El sol es muy prominente casi todo el año e incluso durante la temporada de lluvias. La humedad, sin embargo, no es muy alta debido a los vientos. La temperatura media es de 25 °C, con temperaturas diurnas que suben hasta los 34 °C. La temperatura media en enero es de 28 °C (82 °F), mientras que en julio es de 31 °C (88 °F). La temperatura nocturna más baja puede ser de 16 °C (61 °F). Las aguas del mar Caribe en los alrededores suelen mantener una temperatura de unos 27 °C (81 °F). El archipiélago se enfrenta a frecuentes amenazas catastróficas de tormentas ciclónicas.

## Medio ambiente
Les Saintes sólo se extienden por 12,8 km², pero se caracterizan por una larga costa, enriquecida por las de cuatro pequeñas islas deshabitadas. La costa de estas islas no tiene verdaderos acantilados, pero sus costas rocosas están cubiertas de corales. Las costas arenosas están más o menos colonizadas por plantas marinas espermatófitas. En 2008, el inventario de las zonas naturales de interés ecológico, de la fauna y de la flora (ZNIEFF) enumeraba zonas que cubrían 381 hectáreas.

### Fauna terrestre
Existen numerosas iguanas terrestres, entre ellas la iguana verde, que es el símbolo heráldico de Terre-de-Haut, y la Iguana delicatissima, amenazada por la aparición de un híbrido resultante de la reproducción entre ambas especies. Otros reptiles son el corredor de Terre-de-Haut, el corredor de Terre-de-Bas, el anole endémico de Les Saintes, y muchas especies de anoles.

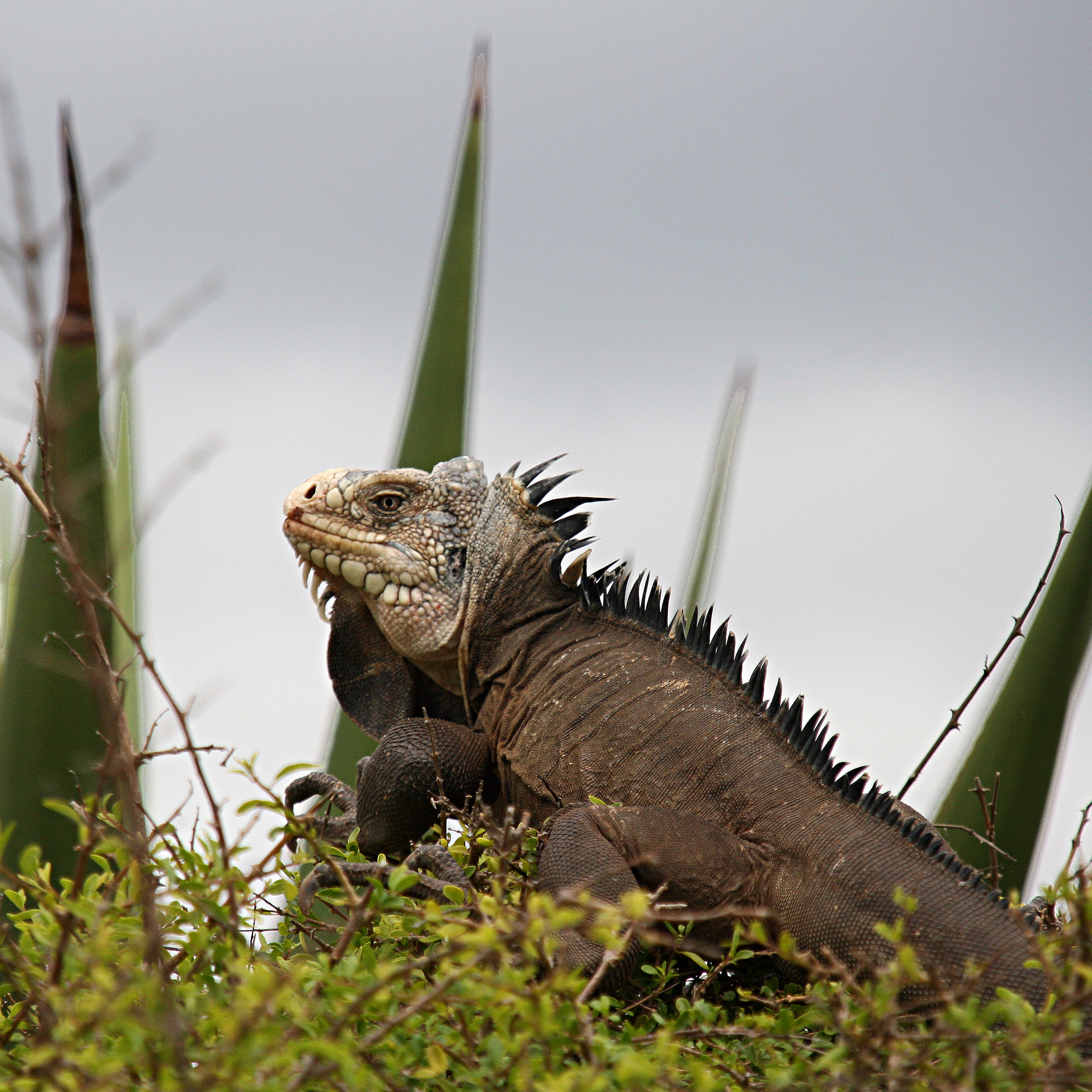
Iguana delicatissima en Terre-de-Bas, Los Santos

También hay agutíes, cabras e insectos palo.
Entre las aves se encuentran el plátanoquit, el mirlo de cabeza amarilla, el dickcissel, el colibrí de cabeza azul, el carib de garganta verde; el carib de garganta púrpura y el esmeralda de cola azul.
Las ardeidas descansan en las charcas saladas (garceta nívea, garza verde, garcilla bueyera occidental, garza real, garza tricolor, etc.) y conviven con las tortugas acuáticas, la gallineta común, el cangrejo de tierra azul, el cangrejo de tierra negro, el cangrejo violinista de arena y otras especies de cangrejos. El cernícalo común es visible y audible durante los paseos por el bosque seco, al igual que la paloma zenaida, una especie endémica de las Antillas protegida dentro del archipiélago.
Entre las ranas se encuentra la Eleutherodactylus pinchoni, entre otras.
Los murciélagos arborícolas se alimentan de papayas, bayas y otros frutos.

### Fauna marina
El archipiélago alberga una gran variedad de:
- Peces coralinos (pez loro, Cephalopholis, pez trompeta, mero, Epinephelus adscensionis, pez cardenal, pez damisela, pez sargento mayor, pez ballesta reina, pez sol, pez vaca garrapata, pargo maestro, meros, morenas, congrio, morena verde, pez escorpión negro (venenoso), pargo rojo, peces globo, pez cirujano azul del Atlántico, etc.);
- Peces pelágicos
- Langostas reales (Panulirus argus) y langostas brasileñas (Panulirus guttatus)
- Crustáceos (centollos, cangrejos comestibles, camarones, langostas, etc.)
- Moluscos (calamares, calamares, pulpos)
- Conchas (Strombus gigas, famosa por su carne, concha de casco, almeja, buccinos, etc.)
- Anémona de mar, caballito de mar, algas, erizo de mar blanco y negro, pólipos y otras especies de cnidarios (medusas)
- Corales (diploria, corales de fuego, etc.) de las islas del Caribe, que son frecuentes durante las inmersiones en el archipiélago
- Tiburones y rayas
- No es raro observar en el paso de Les Saintes cetáceos: ballenas jorobadas, cachalotes, orcas y delfines, que durante su migración se reproducen en los mares cálidos de las Antillas.[15]

Las aves marinas (fragatas magníficas, piqueros pardos, piqueros enmascarados, charranes, cormoranes de doble cresta (Phalacrocorax auritus), pelícanos, petreles) anidan en los acantilados e islas deshabitadas. En particular, en Grand-Îlet, una reserva natural del archipiélago que alberga especies de piqueros que no se encuentran en ningún otro lugar de las Saintes: el piquero de patas rojas (Sula sula) y el piquero de patas azules (Sula nebouxii) Pero en el contexto del calentamiento global y de las especies foráneas invasoras implantadas por el hombre (por ejemplo, el pez león rojo), el medio ambiente y la biodiversidad de estas islas se consideran muy vulnerables y deben protegerse. Por ello, se recomienda a los visitantes no coger plantas ni capturar animales para no perturbar a las especies en su biotopo natural y no contaminar el ecosistema.

### Protección de las tortugas marinas
Numerosas especies son endémicas y están estrictamente protegidas, catalogadas y vigiladas por el Conservatorio del Litoral, en particular las tortugas marinas, en aplicación del convenio internacional ratificado por Francia. En efecto, Les Saintes es la reserva de siete variedades de tortugas marinas, entre las cuales tres (las que aparecen en negrita) se encuentran en las playas de la isla:
- tortuga verde (Chelonia mydas)
- tortuga plana (Natator depressus)
- tortuga boba (Caretta caretta)
- tortuga marina olivácea (Lepidochelys olivacea)
- tortuga de Kemp (Lepidochelys kempii)
- tortuga carey (Eretmochelys imbricata)
- tortuga laúd (Dermochelys coriacea)

### Flora
La flora es típica de los bosques xerófilos de las islas volcánicas de las Antillas:
- Arrayanes
- Tabebuia pallida
- Tabebuia heterophylla

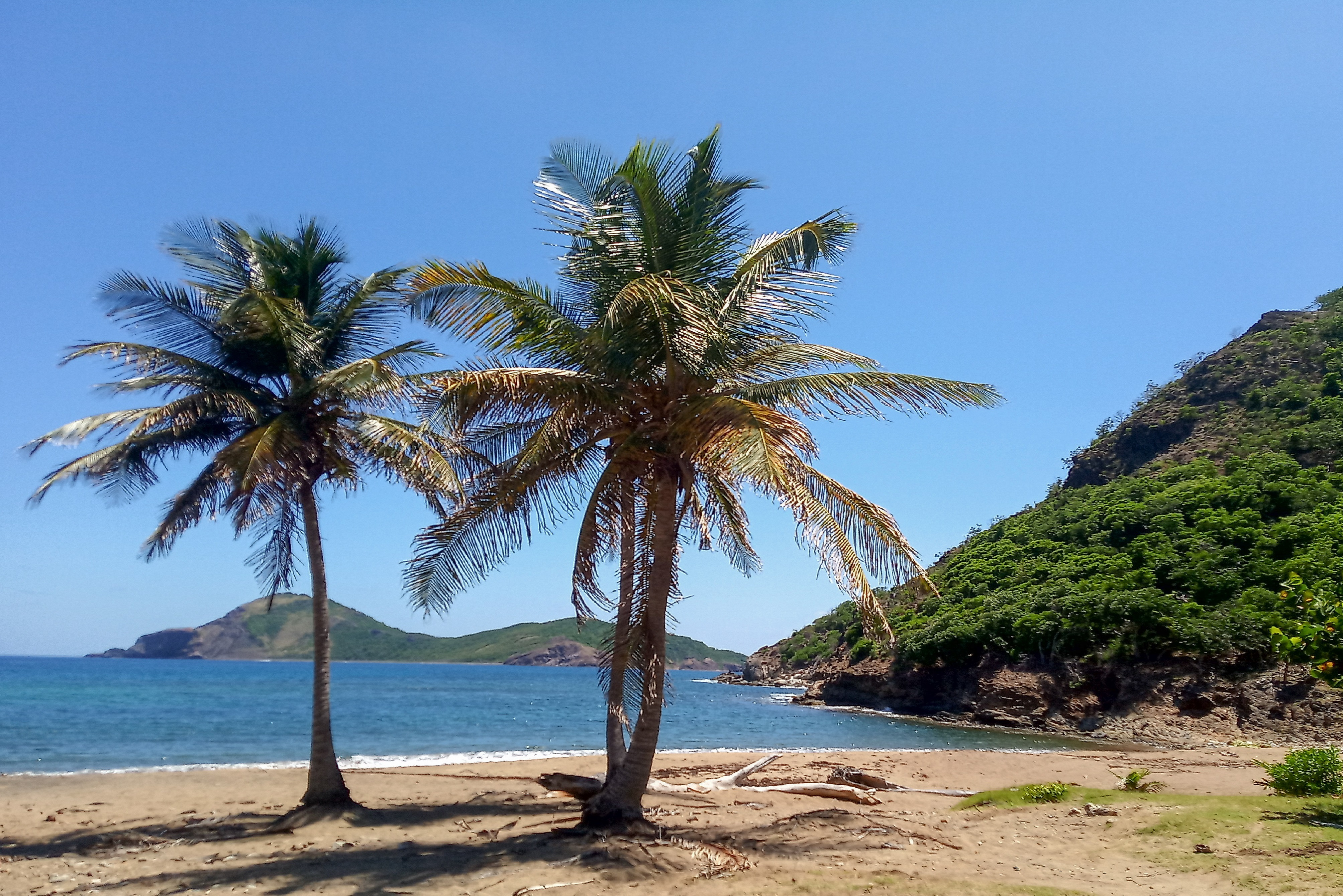
Cocoteros (Cocos nucifera) en Anse du Figuier, Los Santos

- Eugenia (Eugenia axillaris) - (especie de mirtácea cuyos frutos permiten la fabricación del licor local y típico de cereza silvestre, apéritif de les Saintes)[37].
- Acerola (Malpighia emarginata)
- Gumbo-limbo (Bursera simaruba)
- Plumeria alba
- Manchineel (Hippomane mancinella) - árbol tóxico marcado con líneas rojas en sus troncos por el Conservatorio del Litoral
- Manzana china o permseret (Ziziphus mauritiana) cuyos frutos comestibles se utilizan en la fabricación de un ponche suavizado en ron blanco.
- Flamboyán de flores rojas o amarillas (Delonix regia)
- Guapinol (Hymenaea courbaril)
- Tamarindo (Tamarindus indica), cuyos frutos se utilizan para elaborar una de las especialidades de la isla de Terre-de-Bas, llamada "limbé ", un pequeño dulce casero
- El laurel antillano (Pimenta racemosa), mucho más presente en las colinas de Terre-de-Bas, donde los habitantes lo utilizan para fabricar el ron de la bahía, una loción para frotar con cualidades curativas, cuya eficacia fue ampliamente probada en las Antillas. Además, algunas especies pueden utilizarse en cremas capilares, que supuestamente favorecen un rápido rebrote y la nutrición del cabello. Las semillas también se utilizan como especia para perfumar los platos. La explotación de la pimenta está asegurada por la asociación "Le Mapou" en la isla de Terre-de-Bas, en el jardín medicinal "Éloit Germain".

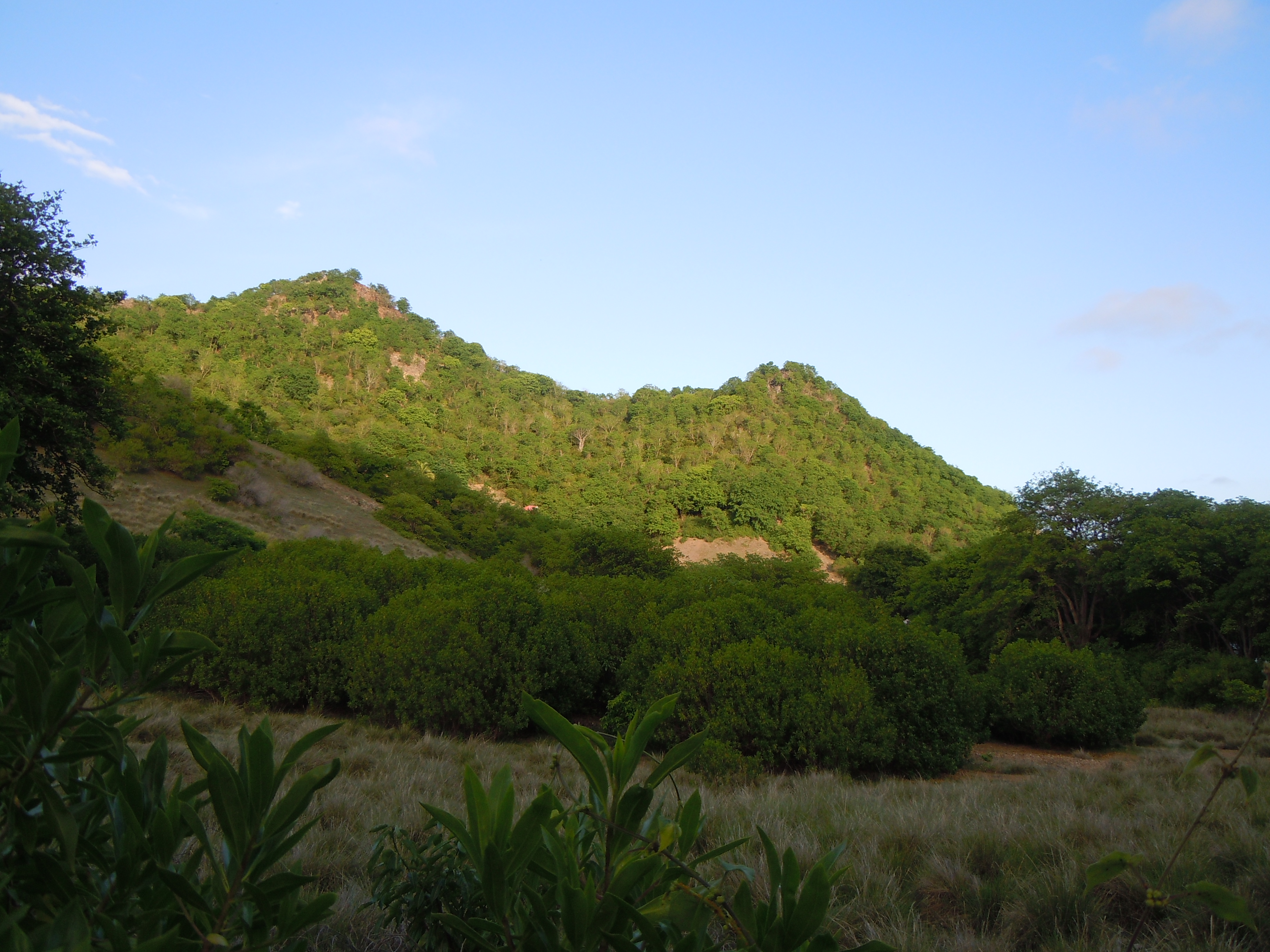
Vegetación en Morne à Craie

La aridez permitió el establecimiento de colonias de cactus y suculentas muy diversificadas, entre las que destacan
- Los cactus ceroides
- chumbera (Opuntia ficus-indica)
- Melocactus - que figuran en el logotipo de la oficina de turismo del archipiélago.
- Aloe

El suelo seco de las colinas está sembrado de plantas herbáceas, a veces compuestas por lianas urticantes (Acalypha arvensis), uña de gato (Uncaria tomentosa), Croton balsamifer, filodendro y fabáceas (árboles con semillas tóxicas o comestibles), gandules (Cajanus cajan) judías espada (Canavalia gladiata), Senna alexandrina, margosa o melón amargo (Momordica charantia), Caesalpinia ciliatea, Caesalpinia bonduc (con la que los niños hacen pelotas), guisante rosario (Abrus precatorius), ricino (Ricinus communis - utilizado en el sector del pequeño comercio local).
La orilla del mar tiene una vegetación de:
- Cocoteros enormes de color amarillo, verde o naranja
- Baygrape (Coccoloba uvifera)
- Portia (Thespesia populnea)
- Ciruelo del paraíso (Chrysobalanus icaco)
- Muricife (término criollo), una variedad de aceituna antillana comestible que casi ha desaparecido de las playas

Tres especies raras de orquídeas crecen de forma natural en el archipiélago y son objeto de una severa protección:
- Orquídea estrella de flecos (Epidendrum ciliare)
- Tolumnia urophylla
- Brassavola cucullata - más rara; en peligro de extinción en las Saintes

El Conservatorio del Litoral ha establecido numerosos recorridos a pie por el bosque, de manera que se puedan observar estos recursos naturales, las ruinas históricas de las fortificaciones y los excepcionales panoramas que ofrecen les Saintes a sus visitantes.
La arena de las playas es predominantemente blanca o dorada, aunque quedan algunas zonas de arena negra bajo la arena blanca. En las rocas semisumergidas se pueden encontrar cangrejos: Cangrejo fantasma (Ocypode quadrata), Cangrejo ermitaño (Pagurus bernhardus), Pies ligeros (Grapsus grapsus).

### Política medioambiental y energética
Se hacen numerosas cosas para proteger este frágil ecosistema a nivel internacional, nacional, departamental y municipal. La Unión Internacional para la Conservación de la Naturaleza y los Recursos Naturales (UICN) ha catalogado varios lugares del archipiélago y ha clasificado su grado de protección según la clasificación actual. Así, varios lugares están registrados en la categoría IV, según la definición de la organización no gubernamental.

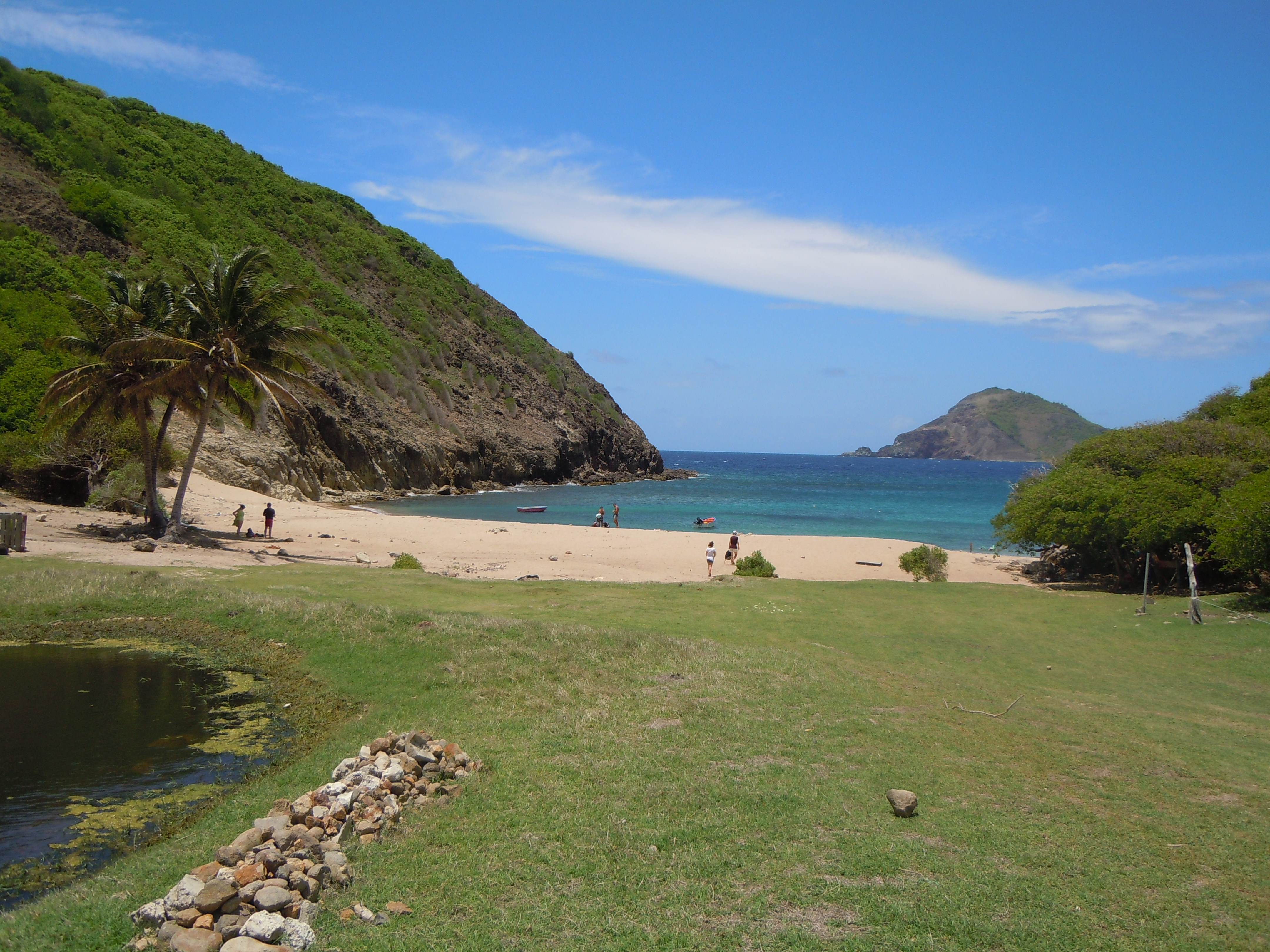
Anse Rodrigue, Les Saintes

En los años 90, la mayoría de las playas y colinas del archipiélago se incluyeron en un decreto de protección de biotipos (playa de Grande Anse, Îlet à Cabrit, colina de Morel). A petición del municipio y del Consejo Departamental, las bahías de Pompierre y Pain de Sucre fueron clasificadas por una ley francesa del 2 de mayo de 1930 (relativa a la protección de los monumentos naturales y los lugares de carácter artístico, histórico, científico, legendario o pintoresco).
La agencia Conservatoire du littoral ha adquirido varias zonas, en particular Grand Ilet y la colina de Chameau, en el marco del programa nacional de protección de espacios naturales.
El 31 de diciembre de 2010 se cerró el vertedero al aire libre, que durante mucho tiempo fue un problema medioambiental para el archipiélago, y se sustituyó por la clasificación de residuos. Ahora, los residuos se compactan y se envían en barco a Guadalupe para ser reciclados.
Además, las bolsas de plástico han desaparecido de las tiendas de comestibles y otros negocios del archipiélago. Cada municipio ha ayudado a sus habitantes a cambiar sus hábitos distribuyendo bolsas de la compra reutilizables. Con estas nuevas medidas políticas, les Saintes están más comprometidas con la protección del medio ambiente y su patrimonio.
Terre-de-Haut, creó su Agenda 21 local.
En mayo de 2011, se instalaron boyas de anclaje en la bahía de Terre-de-Haut para regular la navegación y disminuir los anclajes incontrolados que dañan el fondo marino.
En Terre-de-Bas se instalaron aerogeneradores especiales con cableado, que pueden colocarse en tierra en cuarenta y cinco minutos cuando llega un huracán o una tormenta. En 2007, estas siete máquinas podían producir tres millones de kWh al año, lo que permitía a Terre-de-Bas, y a todo el archipiélago de les Saintes, ser excedentarios en electricidad. Gracias a ello, les Saintes pueden suministrar electricidad al sur de Basse-Terre (Guadalupe)

## Demografía
El inhóspito relieve y las escasas precipitaciones no permiten el establecimiento de la agricultura. Se trajeron pocos esclavos a estas islas. La población está constituida históricamente por bretones, normandos y poitevinos que se instalaron en las islas para pescar, en lugar de establecer la esclavitud en plantaciones, como en otros lugares del Caribe. Esto explica el origen mayoritariamente europeo del francés de Saintois: [sɛtwa], como se llama a los isleños.

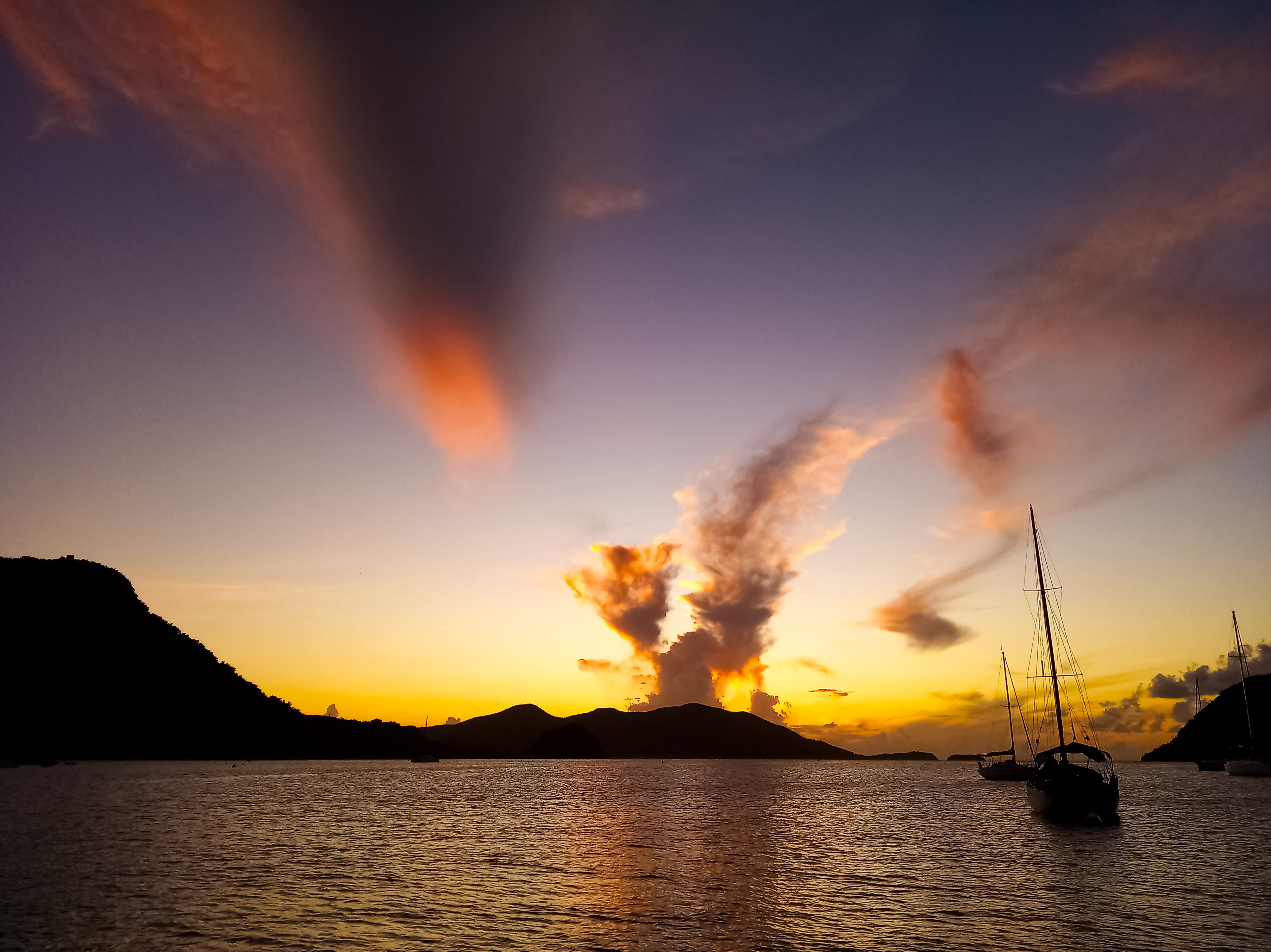
Atardecer en Terre-de-Haut

En 2017, la población de les Saintes se estableció como:
Terre-de-Haut: 1.532 habitantes, con una densidad de población de 255 habitantes / km². El número de hogares es de 676.
Terre-de-Bas: 1.046 habitantes, con una densidad de población de 154 habitantes / km². El número de hogares es de 429.
La esperanza de vida es de 75 años para los hombres y de 82 años para las mujeres. La media de hijos por mujer es de 2,3.

### Educación
Hay seis centros de enseñanza primaria y secundaria que acogen a los alumnos de ambos municipios. Hay dos escuelas infantiles, dos escuelas primarias y dos escuelas medias (colegios). La educación secundaria y superior requiere que los niños vayan a Guadalupe, Martinica o Francia.

### Sanidad pública
Terre-de-Haut cuenta con dos médicos de cabecera, dos dentistas y cuatro fisioterapeutas. Terre-de-Bas cuenta con un médico generalista. La farmacia se encuentra en Terre-de-Haut.
Los bomberos están dotados de equipos y vehículos adaptados para luchar contra las catástrofes y llevar la asistencia.
Otros cuidados y especialidades se encuentran en Basse-Terre o Pointe-à-Pitre y, en caso de emergencia, los bomberos pueden llamar al helicóptero de Sécurité Civile para que venga desde Guadalupe.

### Idiomas
El archipiélago de las Saintes está poblado en su mayoría por descendientes de colonos de Bretaña y Normandía, Poitou, Saintonge y Anjou, que proceden en su mayoría de las primeras familias francesas que vivieron en San Cristóbal y Nieves cuando era una colonia francesa. La población tiene la peculiaridad de ser principalmente de origen europeo y de hablar una variedad del francés popular americano, con algunos términos del francés antiguo.
El francés de Francia es la lengua oficial y se enseña en las escuelas. Entre las lenguas del archipiélago, el criollo o patois (dialecto) de les Saintes, procedente del mestizaje de los europeos y de la influencia criolla de los esclavos traídos al archipiélago, es el más practicado con diferencia.
El criollo de Les Saintes es una lengua criolla de base francesa, y se incluye en la categoría de las lenguas aglutinantes. Se diferencia de los de las islas vecinas (Guadalupe, Marie-Galante y Dominica) por su pronunciación muy galicista. Se acerca al criollo que se habla en la parte oriental de la isla de San Bartolomé. Algunos fonemas de la lengua francesa ([œ], [œ̃], [ø] e [y]) desaparecidos del criollo moderno de Guadalupe, Dominica y Martinica se encuentran en este dialecto.
A diferencia de otros criollos de las Antillas francesas que se han desviado del francés, el criollo de Les Saintes se acerca a él, en particular por una hipercorrección de la pronunciación de [r], considerada como un signo de buen hablar. Esto puede ser una herencia de los primeros colonos que consideraban, por fenómeno de diglosia, el dialecto como una lengua secundaria inferior al francés y se esforzaban por evitar la pronunciación de la [r] a la manera guadalupeña [w].
Existe una segunda variante de este dialecto, causada por la evolución aislada de los grupos en dos islas diferentes. El dialecto de la isla de Terre-de-Haut se distingue del de Terre-de-Bas.
La variante de Terre-de-Bas es la misma, con un acento diferente, y ciertas expresiones que son típicas.
Aunque el francés correcto sigue siendo la prioridad educativa de los padres, no hay ningún problema generacional para aprender y hablar el criollo. Sin embargo, hay que evitar hablar en criollo a las personas que ejercen la autoridad pública, a los ancianos y a los desconocidos.

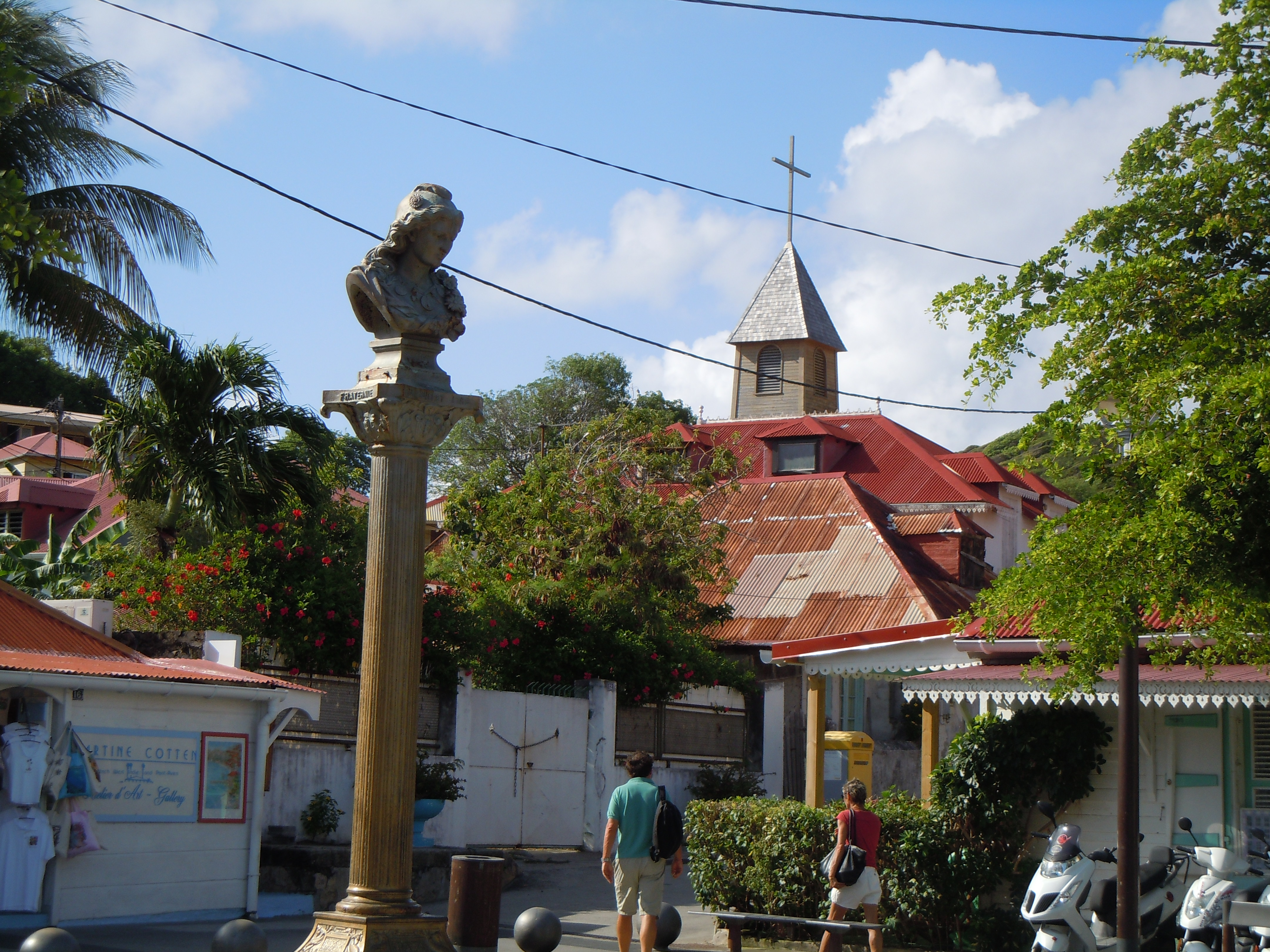
Turistas en Terre de Haut, Les Saintes

Hay otras muchas peculiaridades de este dialecto. El criollo de Les Saintes se sigue hablando y los saintois están orgullosos de su diferencia con los demás criollos. Aunque no se enseña en las escuelas, se transmite oralmente de padres a hijos.

## Economía
La pesca fue durante mucho tiempo la principal actividad de les Saintes y sigue siendo un importante sector de empleo. Los pescadores locales son respetados en todas las Antillas Menores por su valentía y sus "lances".
Desde hace una treintena de años, les Saintes se ha convertido en un lugar famoso por el turismo y esta actividad sostiene la economía local. Terre-de-Haut acoge a numerosos barcos que echan el ancla en la bahía de les Saintes, apodada "una de las bahías más bellas del mundo. La hostelería y las casas de huéspedes se han extendido, sin perturbar este archipiélago que sigue siendo salvaje. La bahía atrae a yates de lujo, barcos de recreo, cruceros y grandes veleros que atraviesan las Antillas. (84 escalas de crucero en 2009) Terre-de-Haut recibe anualmente más de 380.000 visitantes que frecuentan los negocios del archipiélago.
La agricultura sigue estando poco desarrollada en estas islas secas.
El Instituto Nacional de Estadística y Estudios Económicos (INSEE) de Guadalupe aplica un enfoque económico a todas las actividades. La actividad económica sigue siendo relativamente baja, marcada por fuertes disparidades entre Terre-de-Haut y Terre-de-Bas. La tasa de desempleo es del 16,5% en Terre-de-Haut, y del 34,5% en Terre-de-Bas (2017) La población activa está formada por una gran mayoría de empleados y asalariados y un pequeño porcentaje de tenderos y artesanos. El número de empresas en el archipiélago era de 316 en 2015.

## Transporte

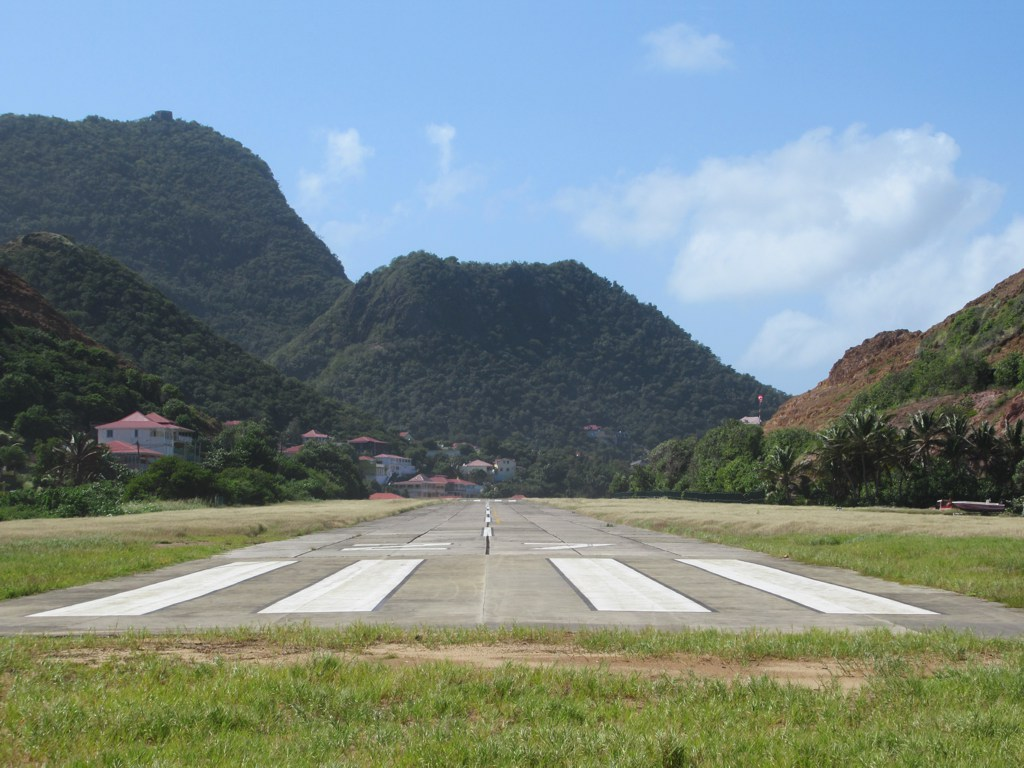
Aeródromo de Los Santos

El transporte en Terre-de-Haut consiste principalmente en scooters y motocicletas. Hay empresas de alquiler de scooters a disposición de los turistas. Los coches son raros.
Los pequeños transbordadores realizan varias conexiones diarias entre Terre-de-Bas, Terre-de-Haut, Trois-Rivières (isla de Guadalupe) y Basse-Terre.
Otras conexiones, esencialmente turísticas, se realizan varias veces por semana con Pointe-à-Pitre, Grand-Bourg (Marie-Galante), Roseau (Dominica) o Fort-de-France (Martinica).
En 1966 se construyó un aeródromo en la isla de Terre-de-Haut. Tiene una pista de 580 m.

## Cultura
Los excepcionales paisajes, el patrimonio y las escenas de la vida de Les Saintes inspiran a muchos artistas, como Pascal Foy y Martine Cotten.

### Fiestas y costumbres
El calendario de fiestas y costumbres se rige por las fiestas cristianas. Las tradiciones de la Iglesia son muy longevas en las islas. Los días festivos son los mismos que los de Francia, más los específicos del departamento de ultramar de Guadalupe y los de Les Saintes.

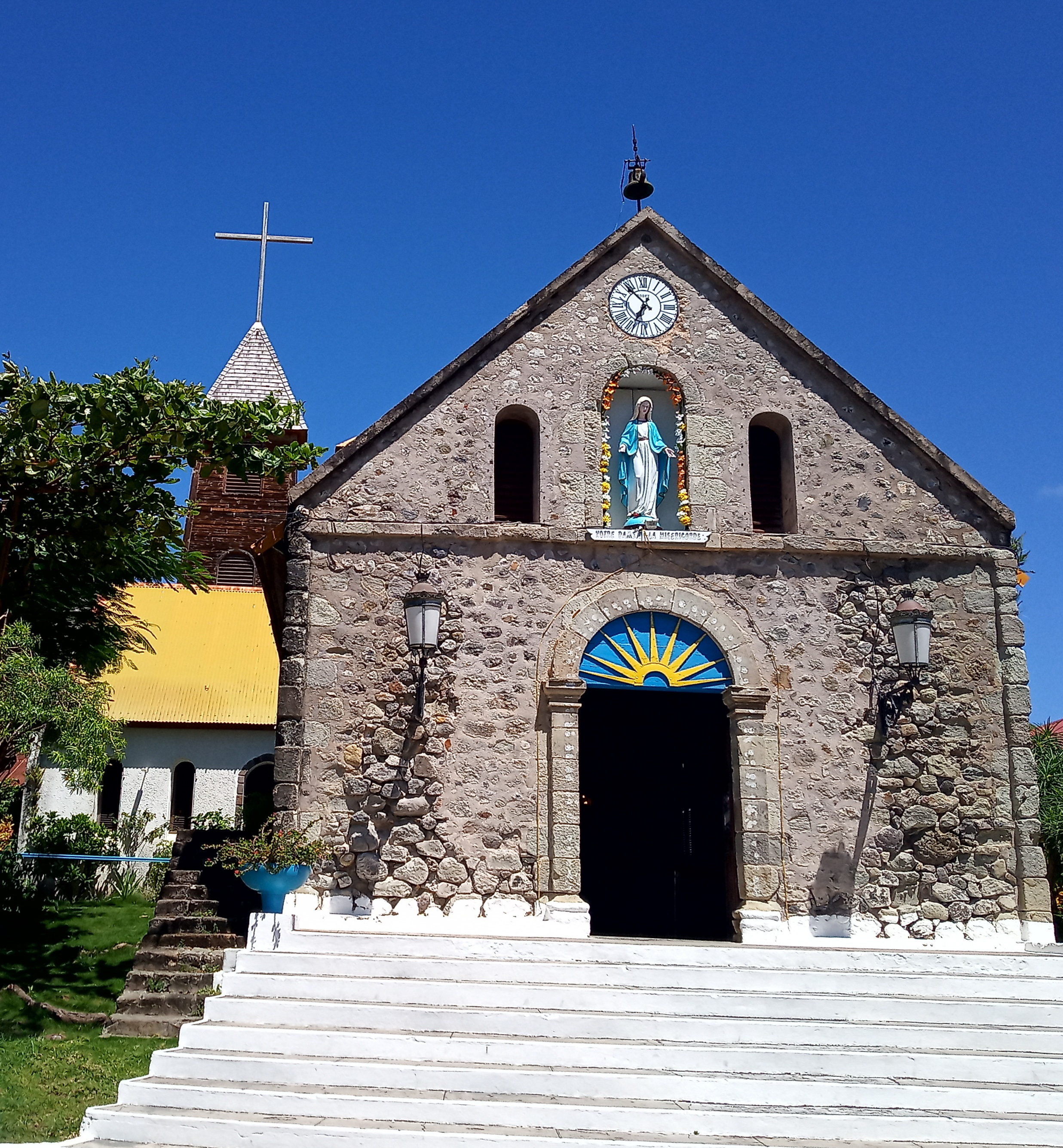
Iglesia de Nuestra Señora de la Asunción

Las fiestas cristianas (Navidad, Pascua, Pentecostés) se celebran con una misa en las iglesias, amenizada por los coros de ambas parroquias. Algunas fiestas tienen peculiaridades:
- Corpus Christi: los creyentes siguen una procesión por las calles de la isla con el sacerdote que protege la Custodia (Santísimo Sacramento) cubierta con hermosos bordados locales hasta una cueva, donde hay niños vestidos de querubines que lanzan pétalos de flores. Los vecinos que viven a lo largo del recorrido de la procesión salen a la entrada de su casa, con sus redes de pesca decoradas con frutas y flores, con iconos cristianos y pinturas de La Última Cena (Leonardo da Vinci).

- Días de la pesca y de los pescadores: se celebran el 11 de junio de cada año con un concurso de pesca, confección de redes, recuerdo de los pescadores fallecidos y bailes.

- Los días 15 y 16 de agosto son festivos: El 15 de agosto es la fiesta patronal de la isla de Terre-de-Haut (Nuestra Señora de la Asunción). El alcalde, su consejo municipal y los funcionarios se visten tanto como los barcos de la bahía. Hay salvas de artillería, majorettes de tambor, una procesión de antorchas y toques de corneta. La isla celebra la victoria del 15 de agosto de 1666 de la flota francesa contra los ingleses que ocupaban el archipiélago. Una procesión con el estatus de Nuestra Señora de la Asunción recorre las calles de la isla antes de terminar en la playa, donde el sacerdote lanza un rocío de flores al mar. Es la señal para la regata de vela saintoise (barco tradicional de les Saintes). Un barco de la Marina francesa está presente para la ocasión, en particular la Fougeuse, una patrullera de la que la isla de Terre-de-Haut es la madrina. Oficiales y marineros con sus bachis (gorro de marinero (Matelot) y de intendente (Quartier-maître) en la marina francesa, caracterizados por un pequeño pompón rojo) pasean por la isla. En el pasado, el crucero francés Jeanne d'Arc (R97) asistió a las festividades.

- El 16 de agosto es el día de los marineros y marineras. Se celebra una procesión en recuerdo de los marineros fallecidos. El programa es: elección de reinas de la belleza, bailes, concursos y fuegos artificiales, que comienzan a partir del 14 de agosto. Los días 15 y 16 de agosto son muy famosos y constituyen un festival de música caribeña, al que acuden numerosos artistas. La isla de Terre-de-Bas celebra sus fiestas los días 8 y 9 de agosto. Se trata de la conmemoración del 9 de agosto de 1882, la creación del municipio de Terre-de-Bas.

- Sinterklaas: el 6 de diciembre es el día del patrón de la isla de Terre-de-Bas (San Nicolás ). Fiesta de la isla.

- El carnaval se celebra en febrero con lujosos vestidos y máscaras en las calles bajo el ritmo de los tambores de acero antillanos durante días gordos: Sábado, domingo, lunes (por la noche en pijama), el martes gordo (Mardi Gras) y el miércoles de ceniza (vistiendo de blanco y negro, cerrando el carnaval con la quema de la marioneta Vaval, Rey del Carnaval). La gente acude a la iglesia después del carnaval para el marcado litúrgico con ceniza. Una máscara tradicional, conocida en criollo como Mo-vivant ("zombi"), asusta a los niños, especialmente durante el Martes Gordo.

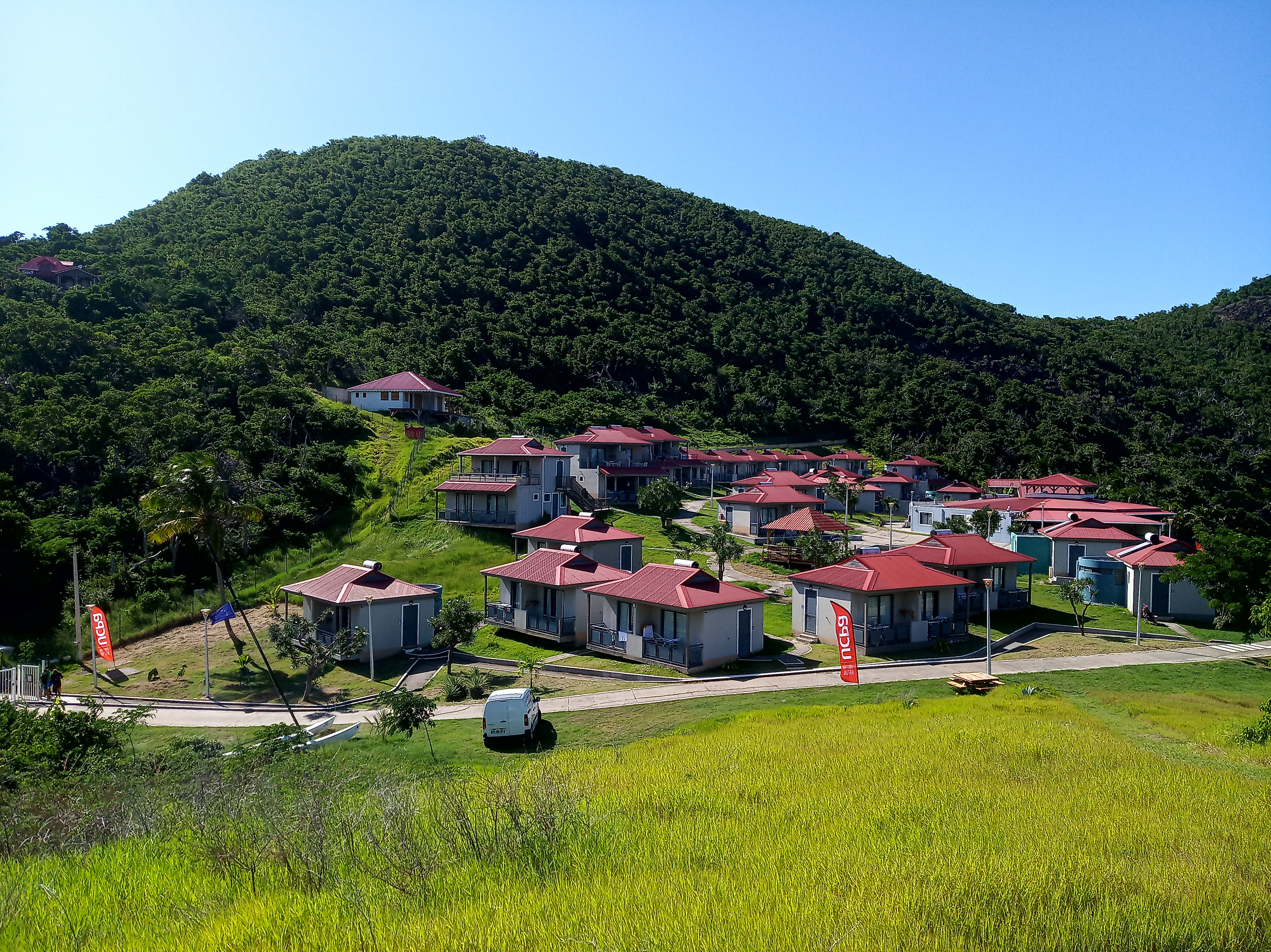
Unión Nacional de Centros Deportivos y de Actividades al Aire Libre, Los Santos

### Deporte
La principal Instalación deportiva es el Estadio municipal de Terre-de-Haut (Stade municipal de Terre-de-Haut)
El Club deportivo local de fútbol es el A.J.S.S (Association de la Jeunesse Sportive Saintoise o Asociación de la Juventud Deportiva de Saintoise), (Campeón de fútbol de Guadalupe en la temporada 2011/2012).

### Música
Como en todas las islas de las Antillas Menores, la música anima la vida de los habitantes de las Saintes. Los músicos que, en el pasado, ocupaban las plazas para tocar melodías antillanas y francesas con sus acordeones, violines y armónicas han sido sustituidos por pequeñas bandas que dan ritmo a las fiestas y carnavales de las islas. (Banda SOS, Unison, Mélody Vice, Explosion, etc.)
La música tradicional (cuadrilla criolla, biguine, mazouk de Martinica) sigue estando presente en los bailes populares, cuando los habitantes se visten con sus trajes tradicionales y cantan los himnos criollos de la isla Viv péyi an nou, viv les Saintes an nou ("Viva nuestra patria, vivan nuestras les Saintes") o Viv Terre-de-Haut ("Viva Terre-de-Haut") para las ocasiones oficiales, como las visitas ministeriales o la fiesta patronal de la isla, el 15 de agosto. La música gwo ka, al contrario que en la vecina Guadalupe, de donde procede, sólo ha hecho breves apariciones en Les Saintes, y no se ha integrado en sus tradiciones.
La música compás haitiana y los combos guadalupeños de los años 70 (les Aiglons, la Perfecta, etc.) son muy apreciados y se tocan en todas las celebraciones de la vida (matrimonios, bautizos públicos, bailes, etc.).
El vals criollo sigue siendo el emblema tradicional de la apertura del baile de los recién casados del archipiélago.
El zouk, la salsa, el merengue, el dancehall, las variedades musicales francesas e internacionales son populares entre los jóvenes que bailan estos ritmos en los bares y clubes. Les Saintes también han inspirado al cantante guadalupeño Francky Vincent, que dedicó un título al archipiélago: Le tourment d'amour.
Un cantante de les Saintes llamado "Joyeux des cocotiers" que cantaba las canciones La cousine y Piña colada coco loco se hizo famoso en las Antillas francesas como parte de una ilustre banda de Terre-de-Bas: L' Étoile des mers que creó los títulos La vi péchè (L'an mè la enragé), Pwoblèm y Ti marin péchè.

### Cocina

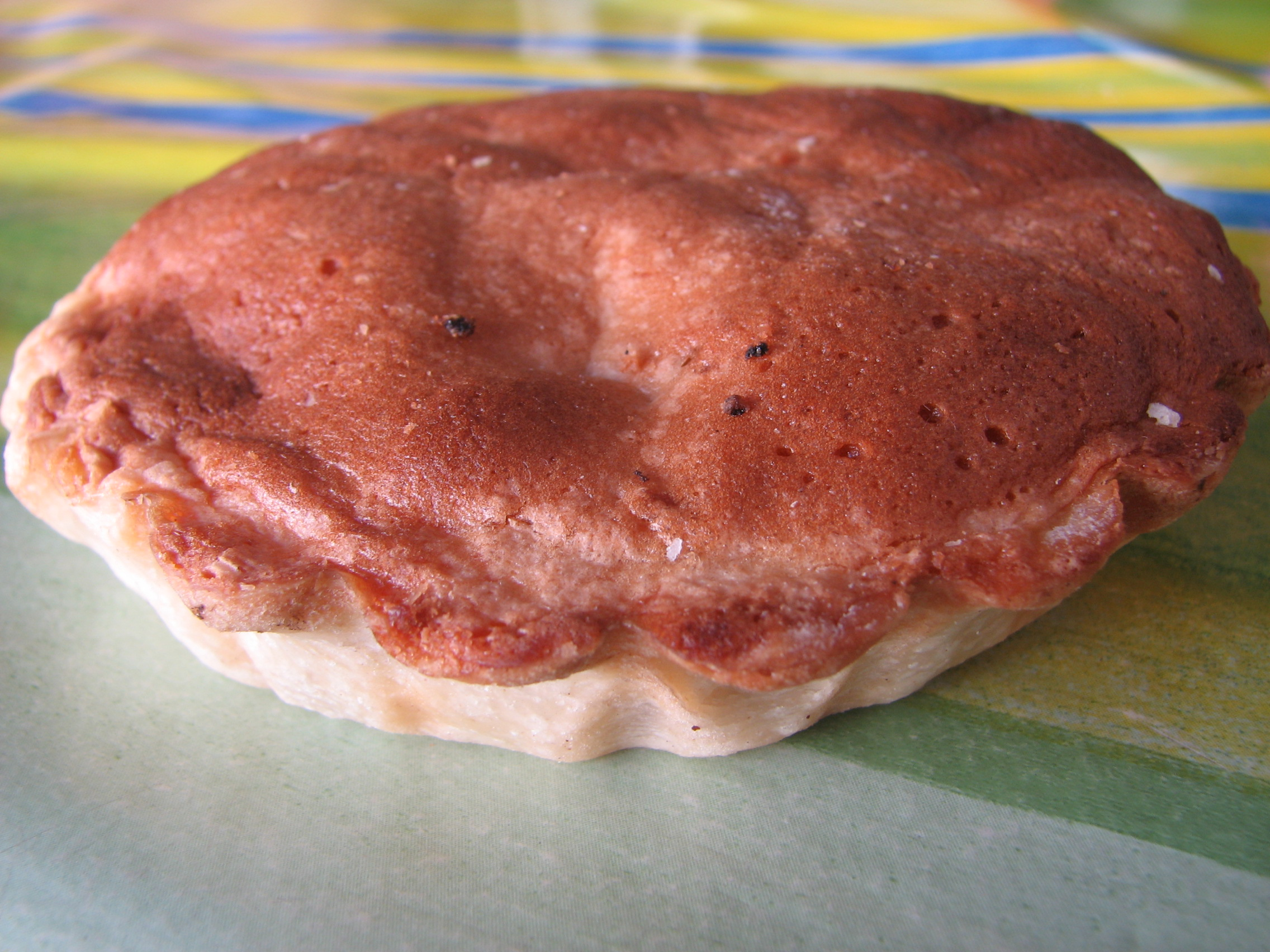
Un tourment d'amour (tartaleta tradicional).

La comida de las islas se compone principalmente de productos del mar y platos culinarios criollos. Entre ellos destacan el Court-bouillon de pescado, el Colombo (plato criollo de carne condimentada con curry, cúrcuma, azafrán y comino), la morcilla y el accras de Morue (pescado salado). Algunas especialidades típicas son:
- Le "Tourment d'amour": una pequeña tartaleta que consiste en una masa de tarta, con mermelada (tradicionalmente de coco) cubierta en su totalidad por un bizcocho. Estas tartaletas están muy extendidas en el archipiélago, y se venden en el puerto a los visitantes que llegan desde los transbordadores. Todos los años, con motivo de las fiestas patronales, se celebra un concurso para el mejor y mayor "tourment d'amour". Ahora también se elaboran con mermelada de otras frutas tropicales, como plátano, guayaba, fruta de la pasión y piña. El músico Francky Vincent las elogió en una de sus composiciones musicales.
- Tortitas de pescado: en honor a sus raíces ancestrales, los habitantes de Saintes han creado una tortita con la peculiaridad de estar rellena de un relleno de pescado y una bechamel. Se cuece en el horno y se cubre con pan rallado seco.
- Pastel de pescado: una terrina de pescado, cocida en el horno y servida fresca.
- "Limbe": pequeño dulce elaborado en la isla de Terre-de-Bas con tamarindos, azúcar y leche condensada.
- "Fwisu": una preparación especial de sangre de cabra, condimentada con cebolla, tomillo y ajo, que se sirve como entrante caliente. Es similar a la Sanquette, un plato tradicional de las regiones del sur de Francia.
- "Wog": una especie de caviar local - huevas de pescado, que los habitantes de Saintes preparan friendo. Se suelen utilizar huevas de mahi-mahi.
- Licor de Eugenia: pequeñas bayas silvestres de les Saintes empapadas en ron blanco para obtener un licor. Cuando se envejece, tiene un sabor más intenso. Se considera el vino local por su color y sabor.

### Artesanía local
La artesanía sigue siendo muy importante en el archipiélago, que sigue produciendo objetos típicos:
El Salako, un sombrero tradicional fabricado con fibras de bambú, probablemente originario de Indochina. Se trata de un sombrero cónico, tradicionalmente recubierto de tela blanca en la parte superior y azul en la inferior, pero también vestido con tela de madrás; lo fabrican los artesanos de Terre-de-Bas.

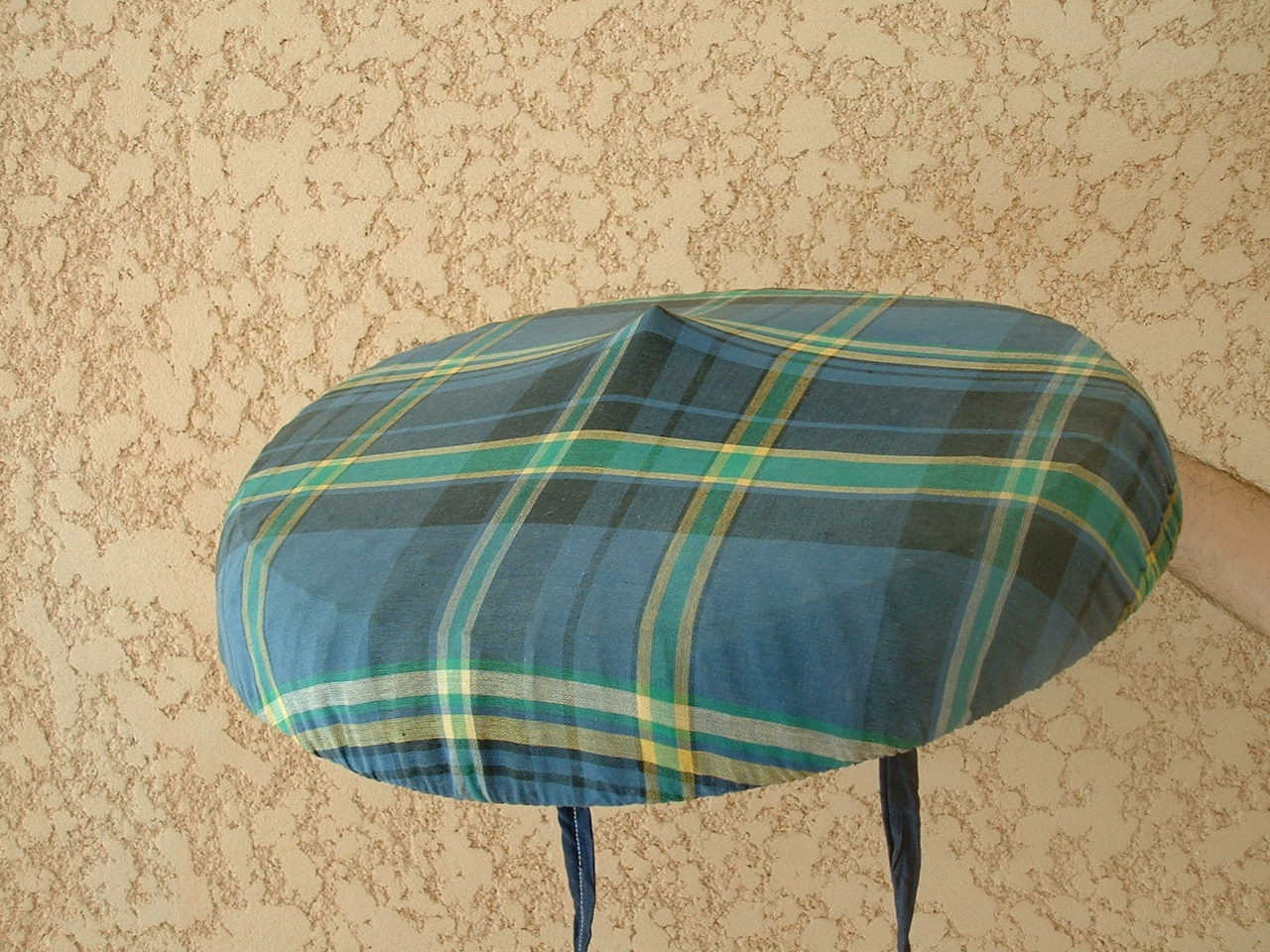
Salako, sombrero tradicional

La Saintoise, una embarcación de pesca que se utiliza en todas las Antillas Menores por su fiabilidad y su maniobrabilidad. Es obra de los antiguos carpinteros de ribera de la isla que la han modernizado motorizándola. Su forma tradicional es de velo y madera y se utiliza hoy en día en las regatas. Guadalupe recuperó esta tradición de les Saintes y restauró la vela local creando una regata anual que se celebra en julio, la TGVT (Vuelta a la Vela Tradicional de Guadalupe). La saintoise se construye en astilleros que reciben pedidos de numerosas islas del Caribe (por ejemplo, el astillero Alain Foy, el astillero Pineau, etc.).
Bordado, costura, ganchillo y tejido: procedentes de tradiciones ancestrales bretonas y normandas, las damas de la isla preparan cestería en hojas de palma latina y cosen. Además de sombrillas, zapatillas, ropa de bebé, cortinas, manteles individuales, mantillas, ropa de cama y fundas de almohada bordadas o tejidas a ganchillo por las extraordinarias damas del archipiélago. Sus productos se exponen a veces en los ayuntamientos y se venden frente a las puertas de sus residencias. Los hombres fabrican redes de arco para la pesca y tejen las fibras de bambú para los fondos de sillas y mecedoras.
Muebles, maquetas y juguetes de madera: los muebles (camas, aparadores, consolas, mecedoras) y las maquetas de barcos son creados por carpinteros muy hábiles. Las marionetas, los coches (kabwa en criollo) y las peonzas tradicionales de madera se fabrican en la isla, y siguen siendo apreciadas por los niños.
El entorno de la vivienda: Les Saintes es conocida por el encanto y la limpieza de sus casas. Todo está minuciosamente detallado: las barandillas, las puertas con batientes, las persianas venecianas, los diseños y los frisos decorativos que cubren los canalones a lo largo del tejado. La madera sigue siendo el material más importante de la artesanía local.

## Patrimonio y monumentos históricos
- "Batería de Artillería Caroline" (colina de Morel) y "Torre Modele" (colina de Chameau)

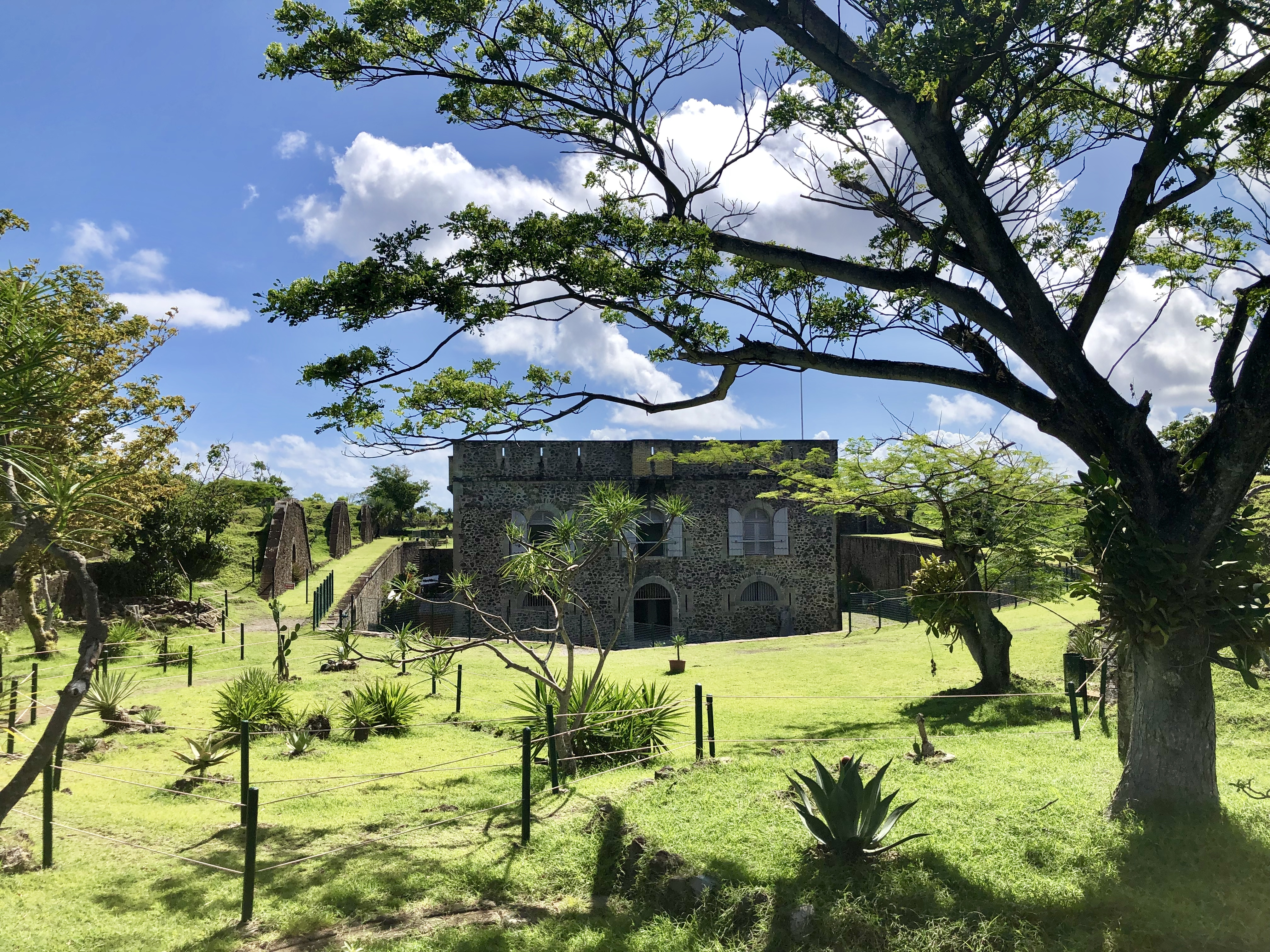
Fuerte Napoléon de Los Santos

- Fuerte Napoléon de Los SantosEl cementerio de la marina francesa de Terre-de-Haut
- El faro del puerto de Terre-de-Haut
- El "Bateau des îles", o la casa en forma de proa de barco (Terre-de-Haut)
- La capilla del Calvario (Terre-de-Haut)
- La plaza del Gobernador León o plaza del puerto, con sus casas de colores (Terre-de-Haut)
- Las ruinas de la antigua fábrica de cerámica de "Grand Baie" (Terre-de-Bas)
- La iglesia de San Nicolás (Terre-de-Bas)
- La torre de vigilancia y los estanques de la colina de Abymes (Terre-de-Bas)
- El barrio típico de Mapou y su fábrica de ron de bahía y esencia de ron de bahía
- Las numerosas playas (Crawen, Pompierre, Anse Rodrigue, Anse Figuier, Marigot, Anse Mire, Grande-Anse, Anse à Dos, Anse à Cointre, etc.).